# Cleveland Museum of Art
Cleveland Museum of Art (CMA) – muzeum sztuk pięknych położone w Cleveland przy 11150 East Boulevard w obrębie tzw. University Circle. Jest jednym z wiodących muzeów amerykańskich, oferuje darmowy wstęp na stałą ekspozycję. Jego zbiory obejmują dzieje działalności artystycznej człowieka na przestrzeni ok. 6000 lat, począwszy od starożytnego Egiptu aż do czasów współczesnych. Misją Cleveland Museum of Art jest wypełnianie podwójnej roli: jako jednego z najbardziej wszechstronnych muzeów sztuki na świecie oraz jako jednej z głównych instytucji społecznych i kulturalnych północno-wschodniego Ohio. Budynek muzeum wraz z otaczającym go parkiem został wpisany na listę National Register of Historic Places.

## Historia
Muzeum zostało założone w 1913 pod hasłem „dla dobra wszystkich ludzi na zawsze”, z zamiarem udostępniania swoich zbiorów jak najszerszemu gronu odbiorców. Placówka zawdzięcza swoje powstanie hojności czterech miejscowych osobistości: Hinmana B. Hurlbuta, Horace’a Kelleyego, Jepthy Wade’a i Johna Huntingtona, którzy pod koniec XIX przeznaczyli części swoich fortun na rzecz utworzenia muzeum sztuki. 15 września 1882 przemysłowiec Jeptha Wade przekazał na rzecz miasta działkę o powierzchni 63 akrów (250 000 m²), na której założono park, nazwany później jego imieniem. Na terenie parku powstały jeszcze w latach 80. XIX w. Western Reserve University i nowo powstała szkoła Case School of Applied Science. Obecnie na terenie parku znajduje się większość University Circle z ważnymi instytucjami kulturalnymi. Cleveland Museum of Art otworzyło swoje podwoje dla zwiedzających 6 czerwca 1916. Znajduje się ono na terenie parku krajobrazowego Fine Arts Garden o powierzchni 1 mili kwadratowej (ok. 2,5 km²), zaprojektowanego w lipcu 1928 jako założenie krajobrazowo-architektoniczne.

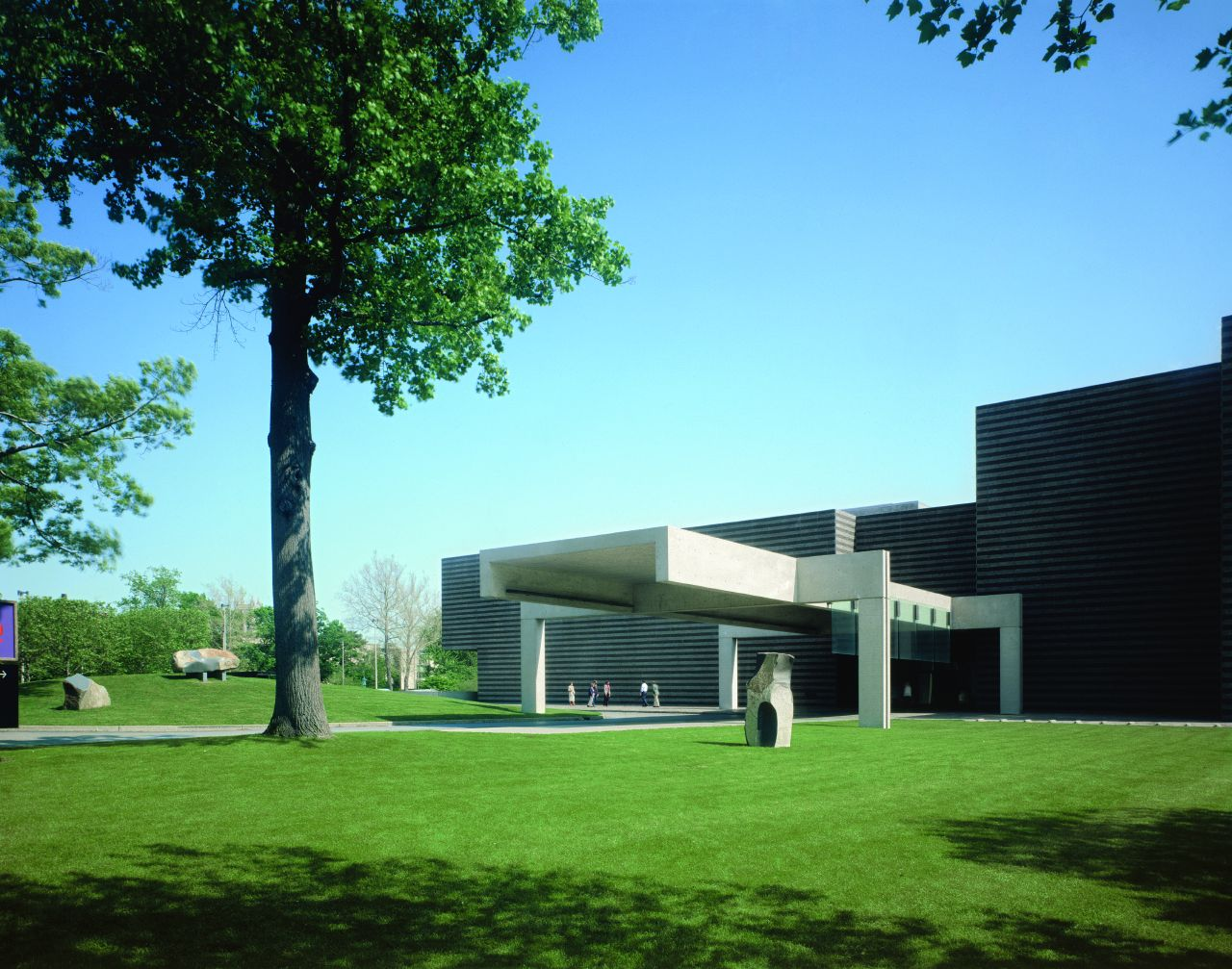
Wejście do muzeum od strony północnej w nowe skrzydle, zaprojektowanym przez Marcela Breuera

Siedziba Cleveland Museum of Art została wybudowana w 1913 według projektu Hubbella i Benesa oraz konsultanta architektonicznego Edmunda B. Wheelwrighta jako oryginalna konstrukcja w stylu Beaux-Arts o powierzchni ok. 5500 m². W 1958 wzniesiono nowy budynek, zaprojektowany przez J. Byersa Haysa i Paula C. Rotha, dzięki któremu powierzchnia galerii wzrosła dwukrotnie. W 1970 Marcel Breuer i Hamilton Smith wybudowali dwie duże galerie dla potrzeb wystaw specjalnych, Gartner Audytorium na 750 miejsc, dwie sale, koncertową i odczytową na 150 miejsc każda oraz pomieszczenia audiowizualne i biura dla pracowników.
W roku 2005 CMA rozpoczęło kampanię we własnej sprawie. Jej celem jest dalsza rozbudowa i modernizacja placówki, oraz przystosowanie jej do przyszłych potrzeb wystawienniczo-edukacyjnych. Docelowo łączna powierzchnia muzeum ma wynosić ok. 18 000m².
Latem 2010 nowym dyrektorem muzeum (ósmym z kolei) mianowany został David Franklin, poprzednio dyrektor National Gallery of Canada. Jego zadaniem będzie nabywanie dzieł sztuki, organizowanie wielkich wystaw i zebranie 350 milionów dolarów potrzebnych dla rozbudowy i modernizacji muzeum w latach 2013–2016.

## Zbiory muzeum
Muzeum składa się z 11 różnych oddziałów kuratorskich, które zarządzają kolekcją stałą, planowanymi wystawami i zakupem nowych eksponatów. Kolekcja muzeum obejmuje: sztukę afrykańską, sztukę starożytną, sztukę prekolumbijską, sztukę azjatycką, rzemiosło artystyczne i design, sztukę współczesną, sztukę islamu, sztukę średniowieczną, malarstwo i rzeźbę Europy i Ameryki, fotografie, grafikę i rysunek oraz tekstylia. CMA posiada własny dział konserwacji, utworzony w 1958, który wykonuje ekspertyzy techniczne dzieł sztuki przed ich zakupem oraz zajmuje się konserwacją eksponatów. Dział Edukacji zajmuje się udostępnianiem zbiorów publiczności oferując przy tym wiele programów służących do wzbogacania wiedzy na temat sztuki (m.in. warsztaty rodzinne, obozy artystyczne, wykłady).

### Sztuka starożytnego Egiptu
Pierwsze eksponaty reprezentujące sztukę starożytnego Egiptu (Ancient Egyptian Art Egyptian Art) zostały nabyte przez Cleveland Museum of Art w 1913, zanim jeszcze powstał budynek muzeum. Obecnie kolekcja sztuki egipskiej cieszy się międzynarodową renomą i należy do najświetniejszych w swoim rodzaju. Reprezentowane są w niej wszystkie okresy tej sztuki, począwszy od panowania Amenhotepa III, aż po okres grecko-rzymski.

### Sztuka starożytnego Bliskiego Wschodu, grecka i rzymska
Kolekcja sztuki starożytnego Bliskiego Wschodu, greckiej i rzymskiej obejmuje około 3800 lat działalności artystycznej człowieka i również cieszy się renomą, tak na poziomie krajowym jak i międzynarodowym. Sztukę Bliskiego Wschodu reprezentuje m.in. kolekcja srebra z epoki Sasanidów, reliefy asyryjskie, a sztukę grecką i rzymską rzeźby i naczynia, w tym rzeźba Apollina Sauroktonosa, przypisywana Praksytelesowi i brązowy posąg Marka Aureliusza.

### Sztuka prekolumbijska
W 1920 Cleveland Museum of Art jako jedna z pierwszych galerii sztuki zaprezentowała artystyczny dorobek ludów z epoki prekolumbijskiej. Dzisiaj dział sztuki prekolumbijskiej (Art of the Americas) obejmuje około 750 eksponatów reprezentujących większość starożytnych kultur z terenu Ameryki Środkowej i zachodniej części Ameryki Południowej. Najlepiej reprezentowany jest teren dzisiejszego Meksyku (ozdobne narzuty z regionu Saltillo), Gwatemali, Belize i Panamy, zwłaszcza kultura Majów – ceramika, wyroby z kamienia i muszelek, oraz rejon Przesmyku Panamskiego – złote ozdoby. Ameryka Południowa to przede wszystkim Peru (Płaskowyż Nazca) – malowane tekstylia, złote ozdoby reprezentujące kulturę Chavín i trzcinowe siedzenia, pochodzące z państwa Chimú. Kolekcja reprezentująca dorobek pierwotnych ludów Ameryki Północnej liczy około 190 eksponatów; składają się na nią kosze (wykonane ok. 1900) oraz ceramika i tekstylia z różnych okresów.

### Sztuka średniowieczna

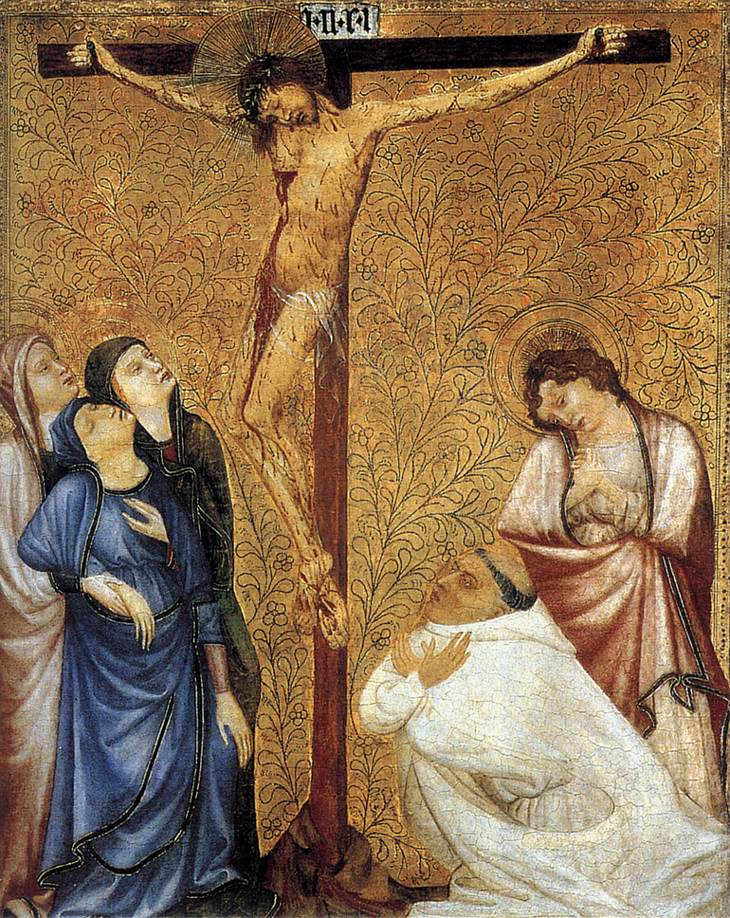
Malarstwo gotyckie: Jean de Beaumetz, Chrystus na krzyżu z modlącym się kartuzem, 1390–1395

Kolekcja sztuki średniowiecznej Cleveland Museum of Art jest znana na całym świecie. Składają się na nią dzieła wytworzone w następujących okresach i kulturach: wczesnochrześcijańskim, koptyjskim, bizantyjskim, celtyckim, wędrówek ludów, karolińskim, ottońskim, romańskim i gotyckim. Zgromadzone dzieła sztuki powstały z różnych materiałów i w różnych stylach. W dziale tym na uwagę zasługuje zbiór europejskich broni, zbroi i rękopisów iluminowanych, a także malarstwa włoskiego na złotym podkładzie i północnego malarstwa renesansowego sprzed 1500. Choć kolekcja sztuki średniowiecznej Cleveland Museum of Art jest w dużej mierze zbiorem pojedynczych dzieł, a nie kompleksowym przeglądem dziejów średniowiecznej kultury europejskiej, to zawiera wiele eksponatów nie spotykanych w innych muzeach amerykańskich, jak wczesnochrześcijańskie marmurowe rzeźby, znane jako „Grupa Jonasza”,skarby Gwelfów, rzeźby z Dijon przedstawiające żałobników, czy gotyckie fontanny stołowe.

### Malarstwo europejskie

#### Europejskie malarstwo i rzeźba, 1500–1800
Dział malarstwa europejskiego z okresu między 1500 a 1800 (European Painting and Sculpture, 1500 to 1800) ma rangę międzynarodową. Reprezentowany jest tu włoski barok (Ukrzyżowanie św. Andrzeja pędzla Caravaggia), XVII-wieczne malarstwo holenderskie (Frans Hals), hiszpański barok (Jezus i Najświętsza Maryja Panna w domu w Nazarecie pędzla Francisco de Zurbarána. Zbiory uzupełniają obrazy włoskich malarzy renesansowych oraz XVII-wieczne malarstwo angielskie i francuskie. Kolekcja rzeźby obejmuje brązy epoki renesansu oraz niemiecką i austriacką rzeźbę barokową.

#### Nowoczesne europejskie malarstwo i rzeźba

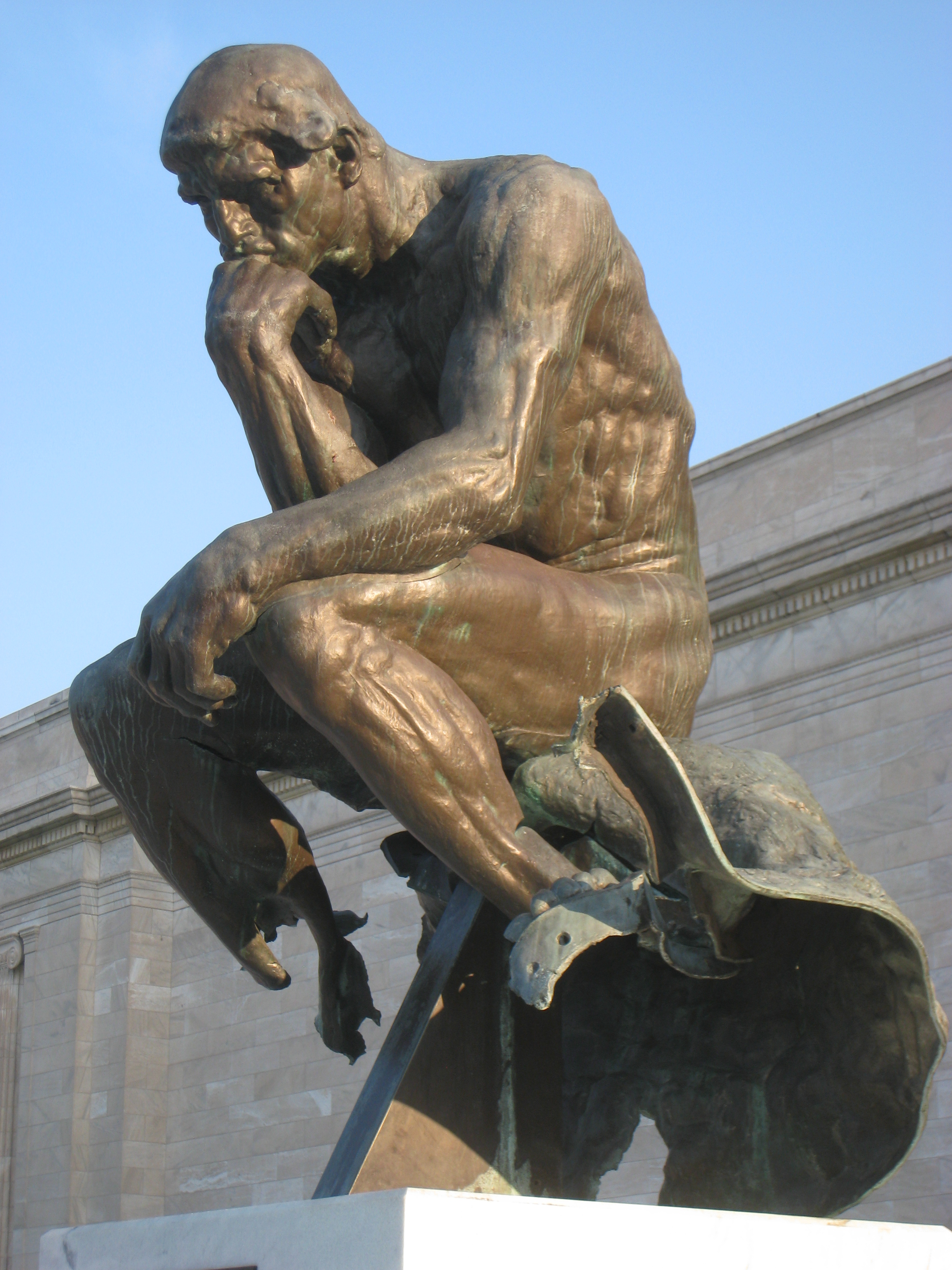
Auguste Rodin, Myśliciel, 1880–1881 (widoczne jest uszkodzenie rzeźby, powstałe w 1970 od zdetonowania bomby)

Międzynarodowe znaczenie ma też dział malarstwa europejskiego i rzeźby (Modern European Painting and Sculpture) z okresu pomiędzy rokiem 1800 a 1960. Znajduje się tu ponad 537 eksponatów, w tym prace Jacques-Louis Davida, Francisco Goi, Jean-Baptiste’a Camille’a Corota, Gustave’a Courbeta, malarzy szkoły z Barbizon.
Impresjonizm i postimpresjonizm reprezentują obrazy Claude’a Moneta, Edgara Degasa, Auguste’a Renoira, Camille’a Pissarro, Paula Cézanne’a, Paula Gauguinai Vincenta van Gogha. Malarstwo brytyjskie to obrazy Williama Turnera (Pożar Parlamentu) Johna Constable’a, Thomas Lawrence’a, Johna Linnella i Frederica Leightona. Kolekcję uzupełniają obrazy artystów niemieckich, austriackich, szwajcarskich (Arnold Böcklin) i skandynawskich. Obrazom towarzyszy zbiór XIX-wiecznych rzeźb dłuta takich artystów jak: Antonio Canova, Jean-Baptiste Carpeaux, Jules Dalou czy Edgar Degas. Ozdobą kolekcji jest zbiór ponad 30 rzeźb Auguste’a Rodina, w tym Bohaterska głowa Pierre’a de Weissant i brązowe odlewy Epoki brązu i Myśliciela.
W ramach kolekcji znajdują się też prace artystów XX-wiecznej awangardy: Pabla Picassa, nabistów (Pierre Bonnard, Édouard Vuillard, Maurice Denis), fowistów (Henri Matisse, André Derain, Georges Rouault), Henriego Rousseau, Amedeo Modiglianiego, Chaima Soutine’a, kubistów (oprócz wspomnianego już Picassa Georges Braque, Fernand Léger, abstrakcjonistów (František Kupka, Aleksandra Ekster, Lyonel Feininger, Piet Mondrian), ekspresjonistów (m.in. Ernst Ludwig Kirchner, Emil Nolde, Karl Schmidt-Rottluff, Ernst Barlach, a także rzeźby Constantina Brâncuși, Jacques’a Lipchitza i Henry’ego Moore’a.
Dadaizm i surrealizm reprezentują obrazy i rzeźby m.in.: Marcela Duchampa, Jeana Arpa, Joana Miró i Salvadora Dalí.

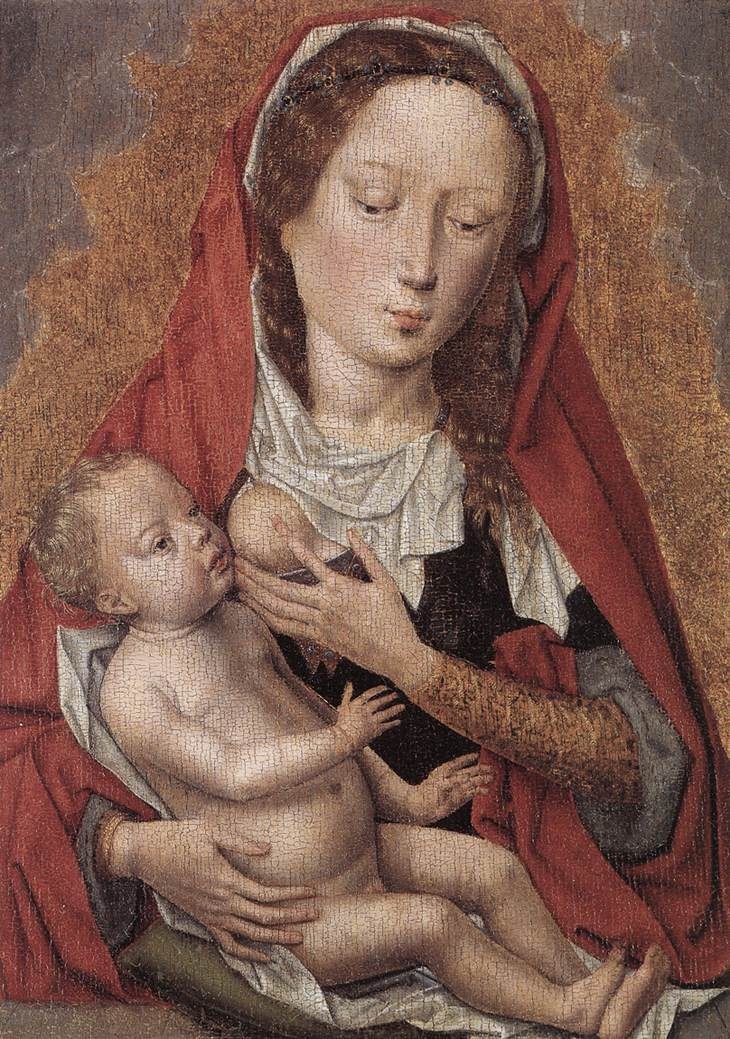
Hans Memling, Madonna z Dzieciątkiem, ok. 1478
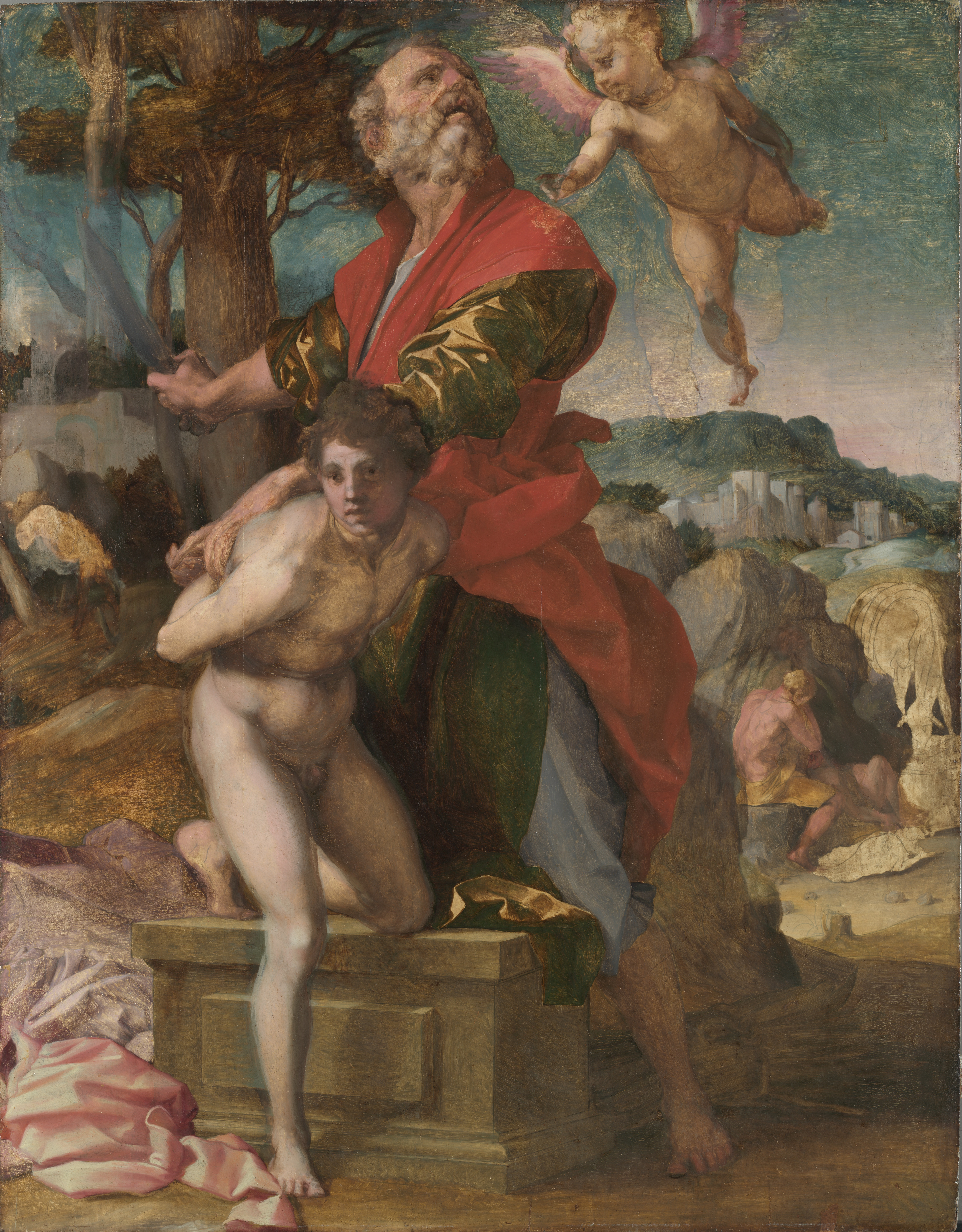
Andrea del Sarto, Ofiara Izaaka, ok. 1527
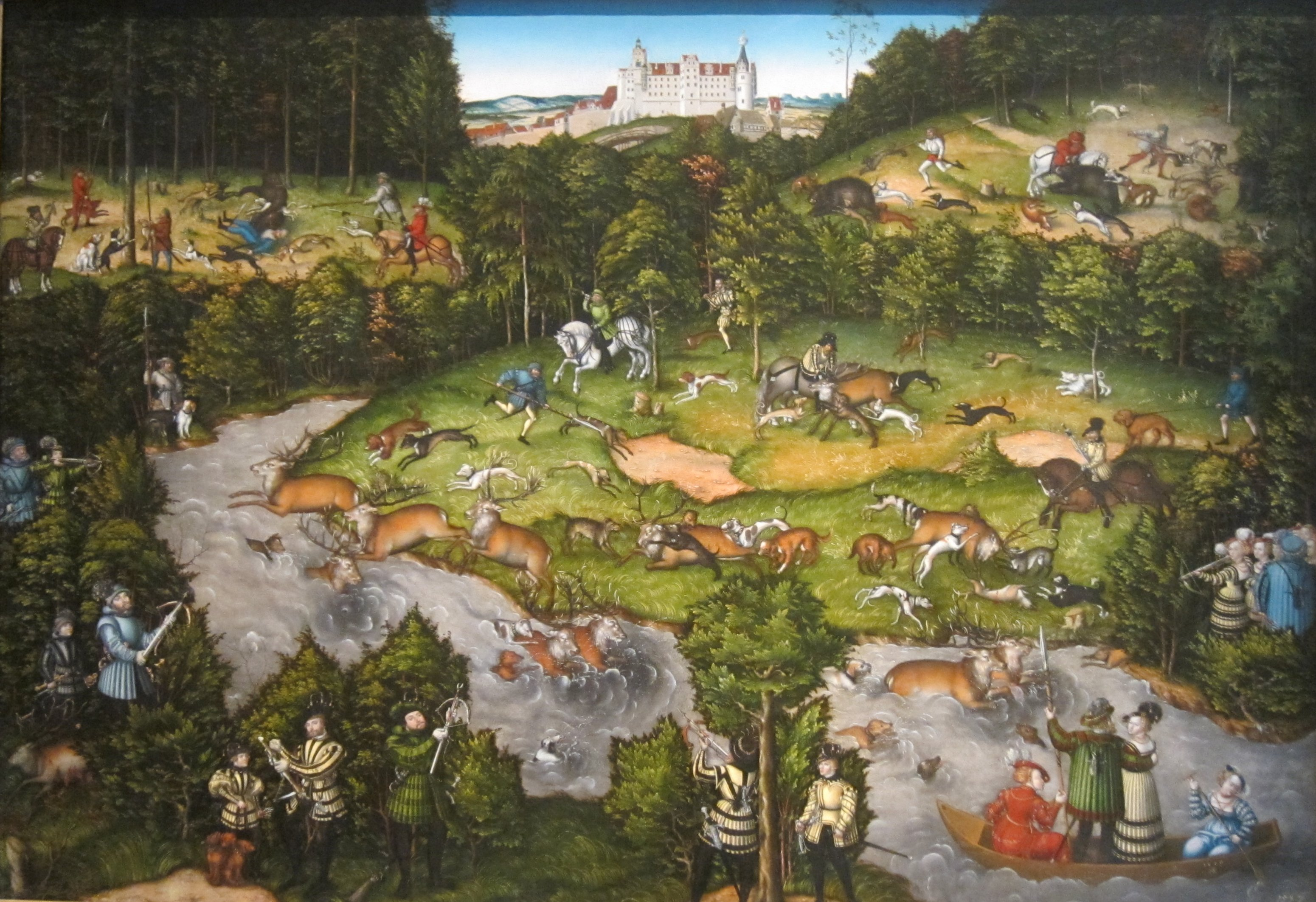
Lucas Cranach młodszy, Polowanie na jelenie, 1540
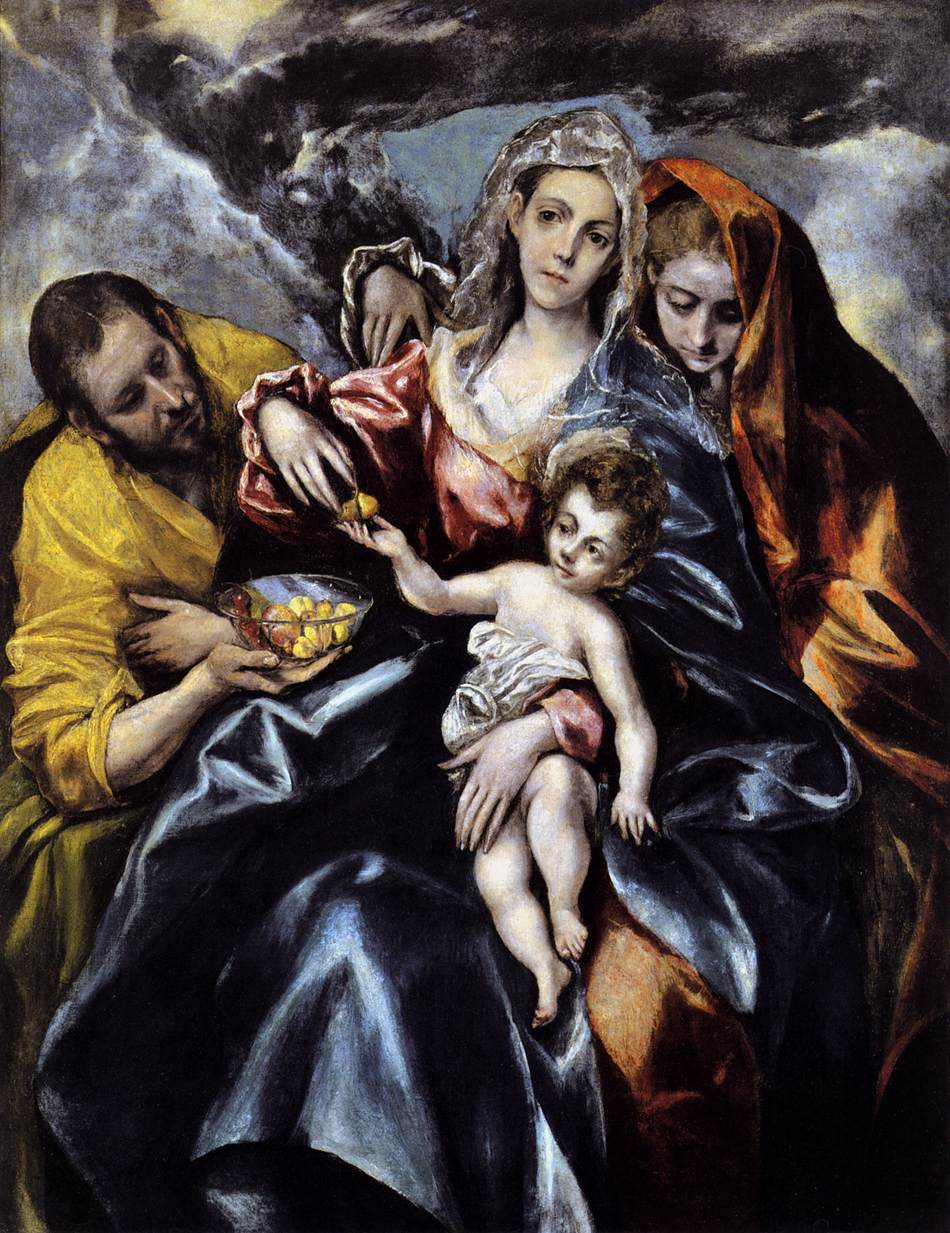
El Greco, Święta Rodzina ze św. Marią Magdaleną, 1595–1600

Caravaggio, Ukrzyżowanie św. Andrzeja, 1607
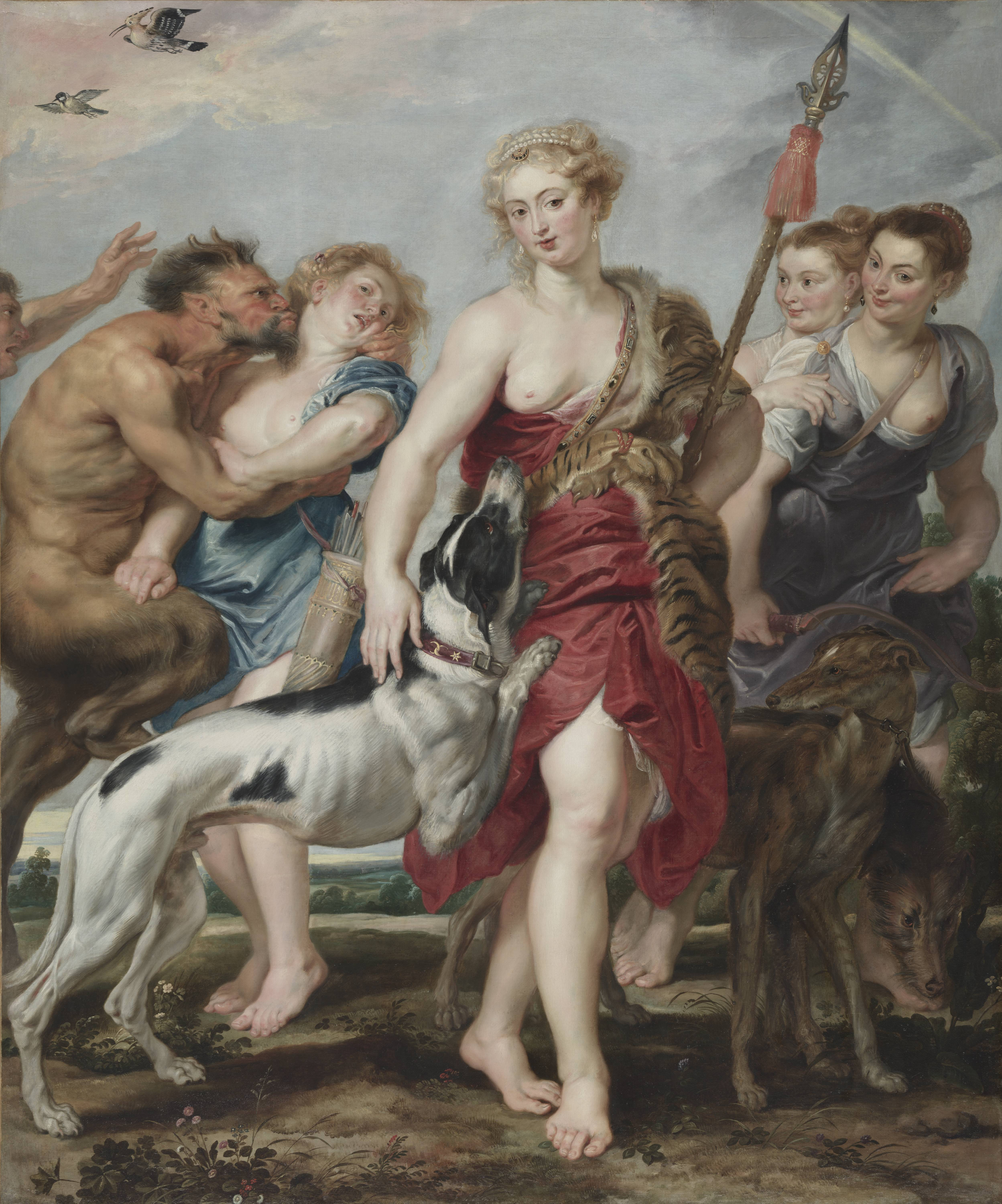
Peter Paul Rubens, Diana wyruszająca z nimfami na polowanie, ok. 1615
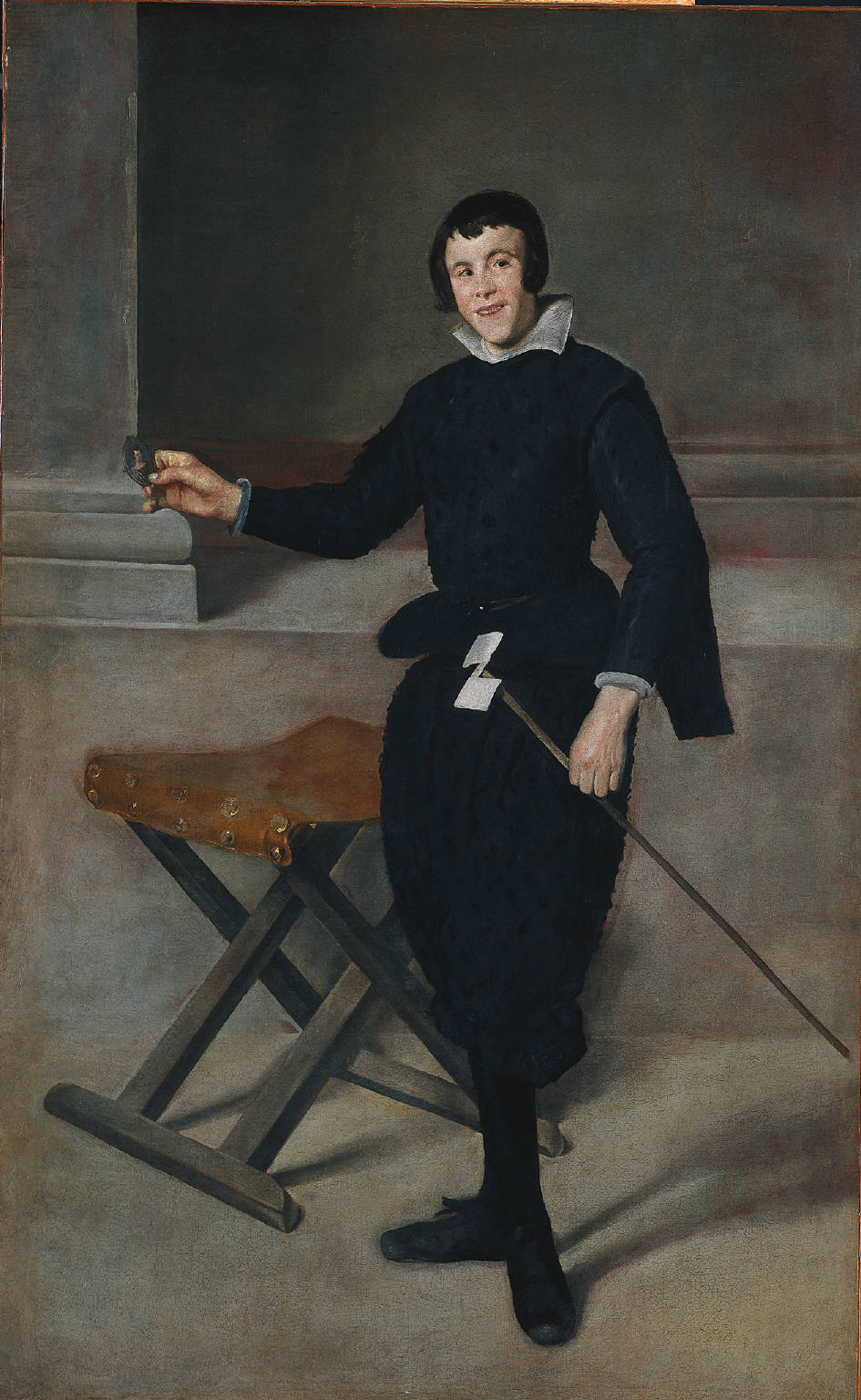
Diego Velázquez, Błazen Calabazas, 1631–1632
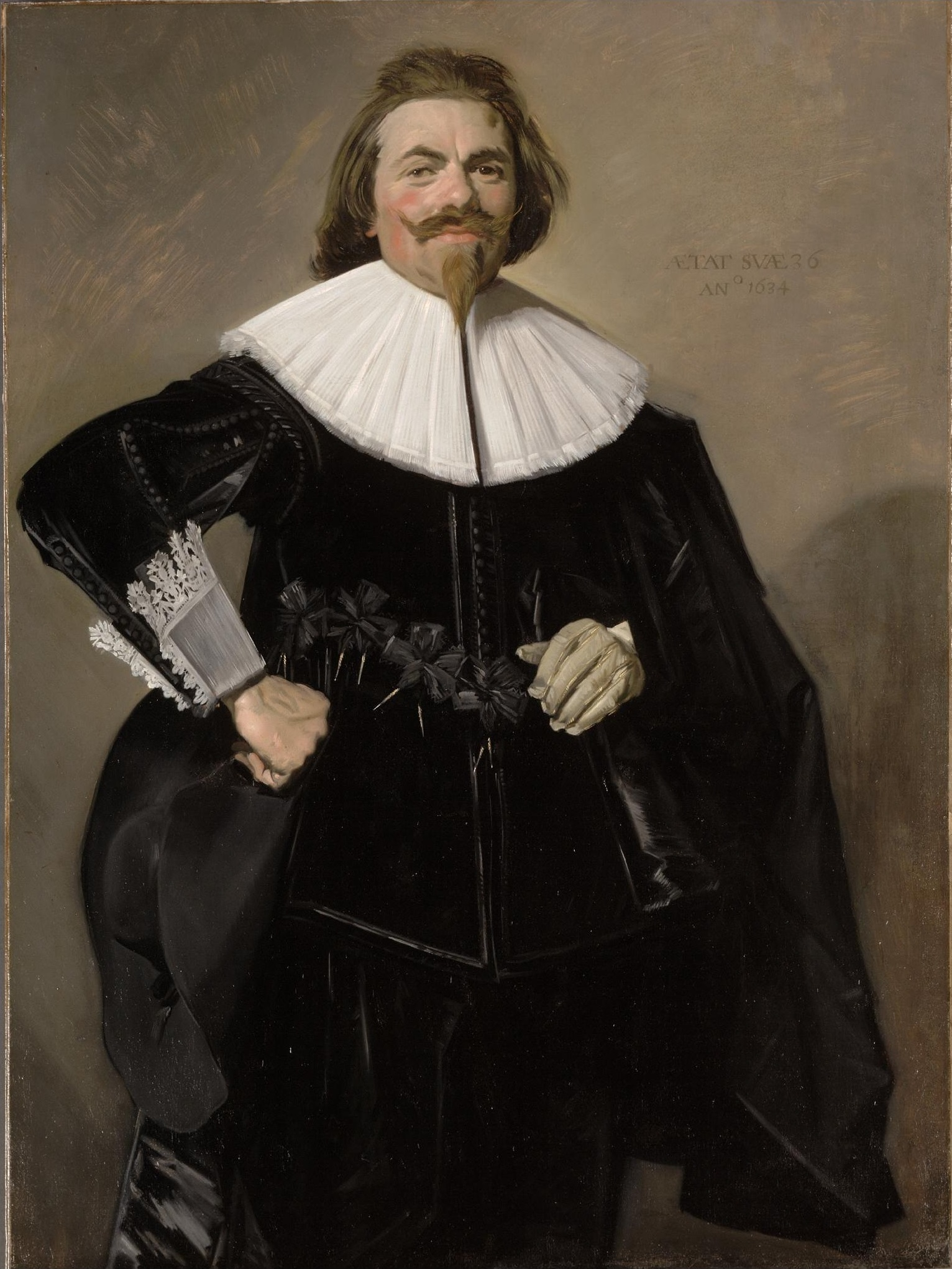
Frans Hals, Portret Tielemana Roostermana, 1634
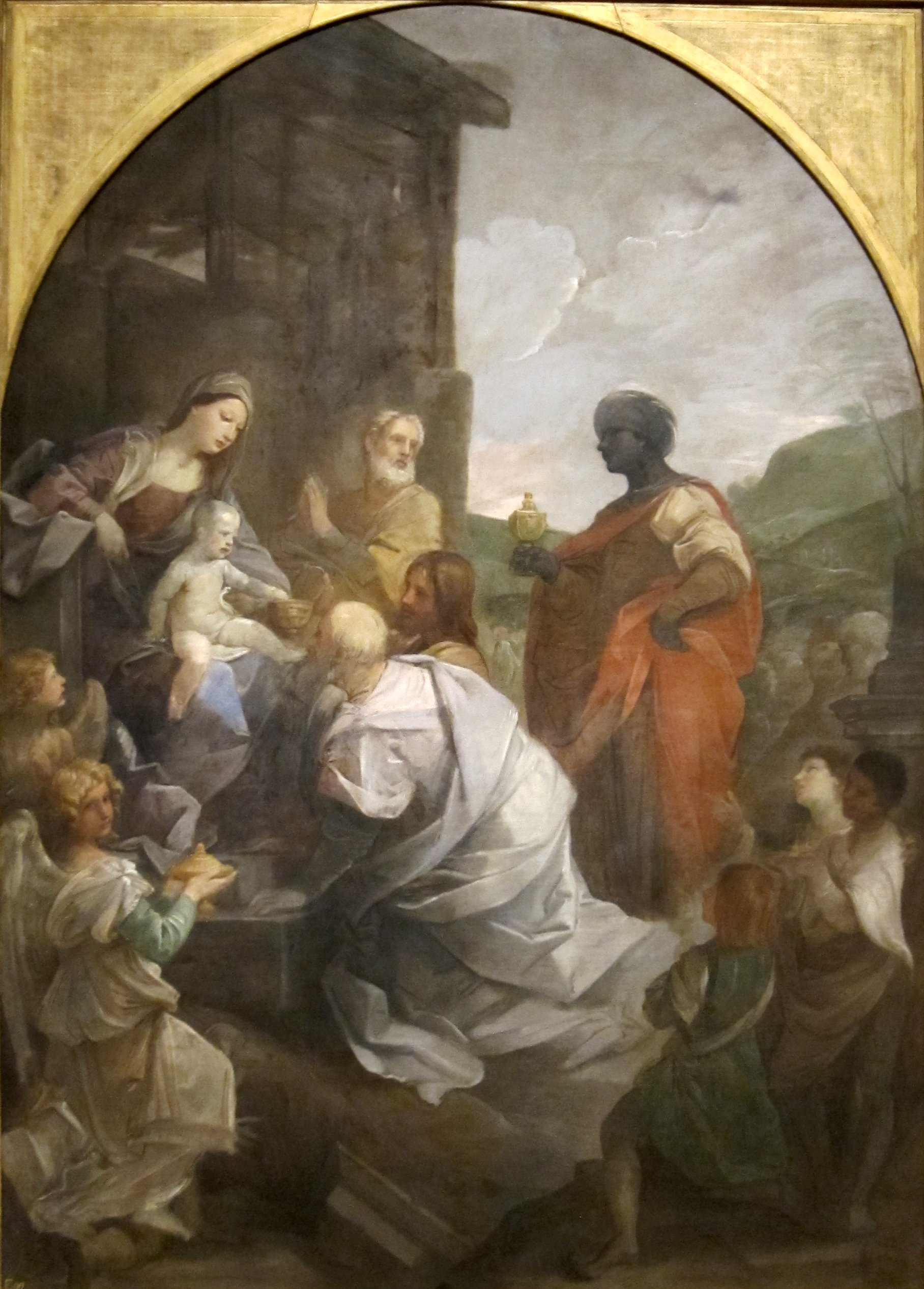
Guido Reni, Pokłon Trzech Króli, 1642
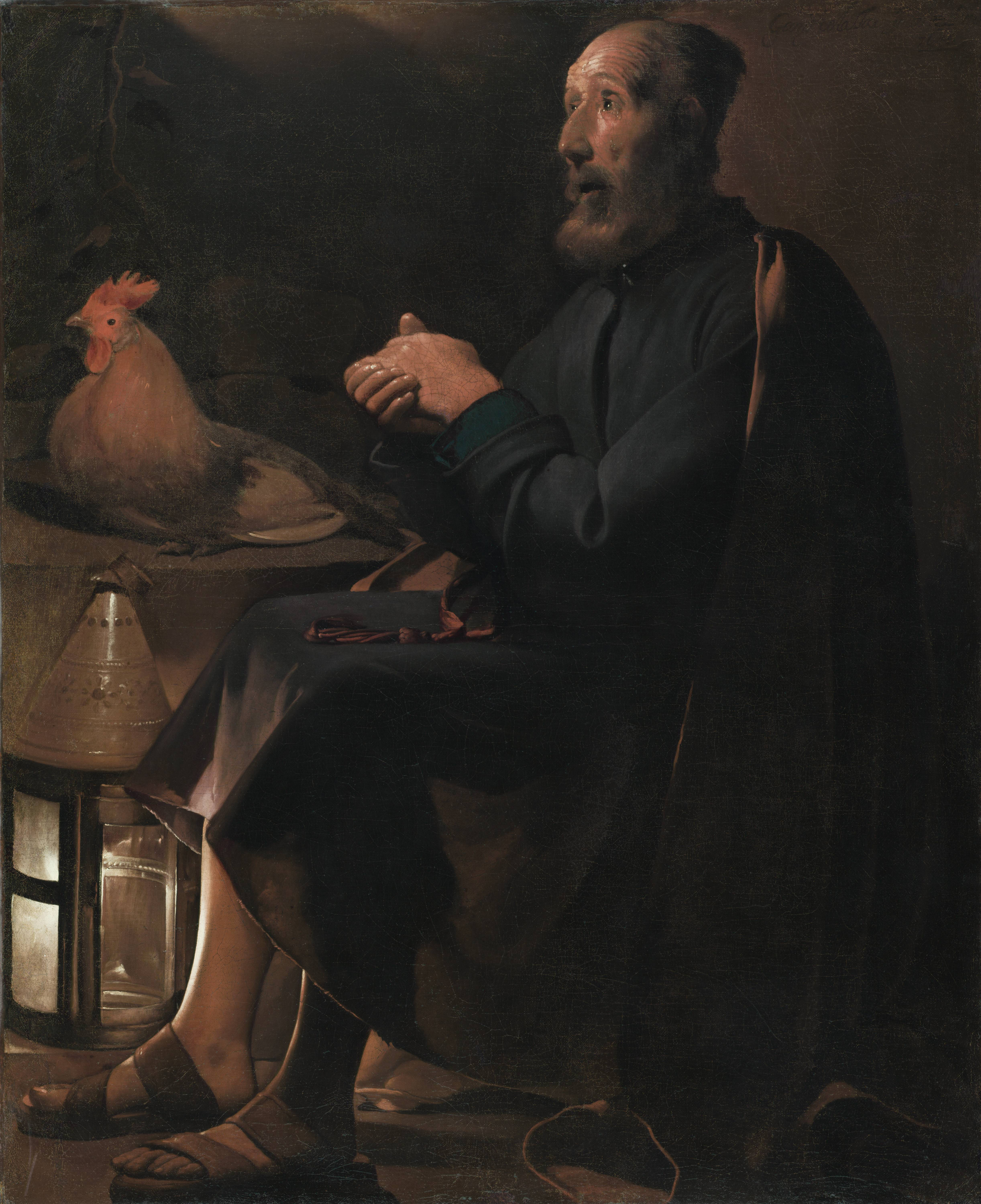
Georges de La Tour, Skrucha św. Piotra, 1645
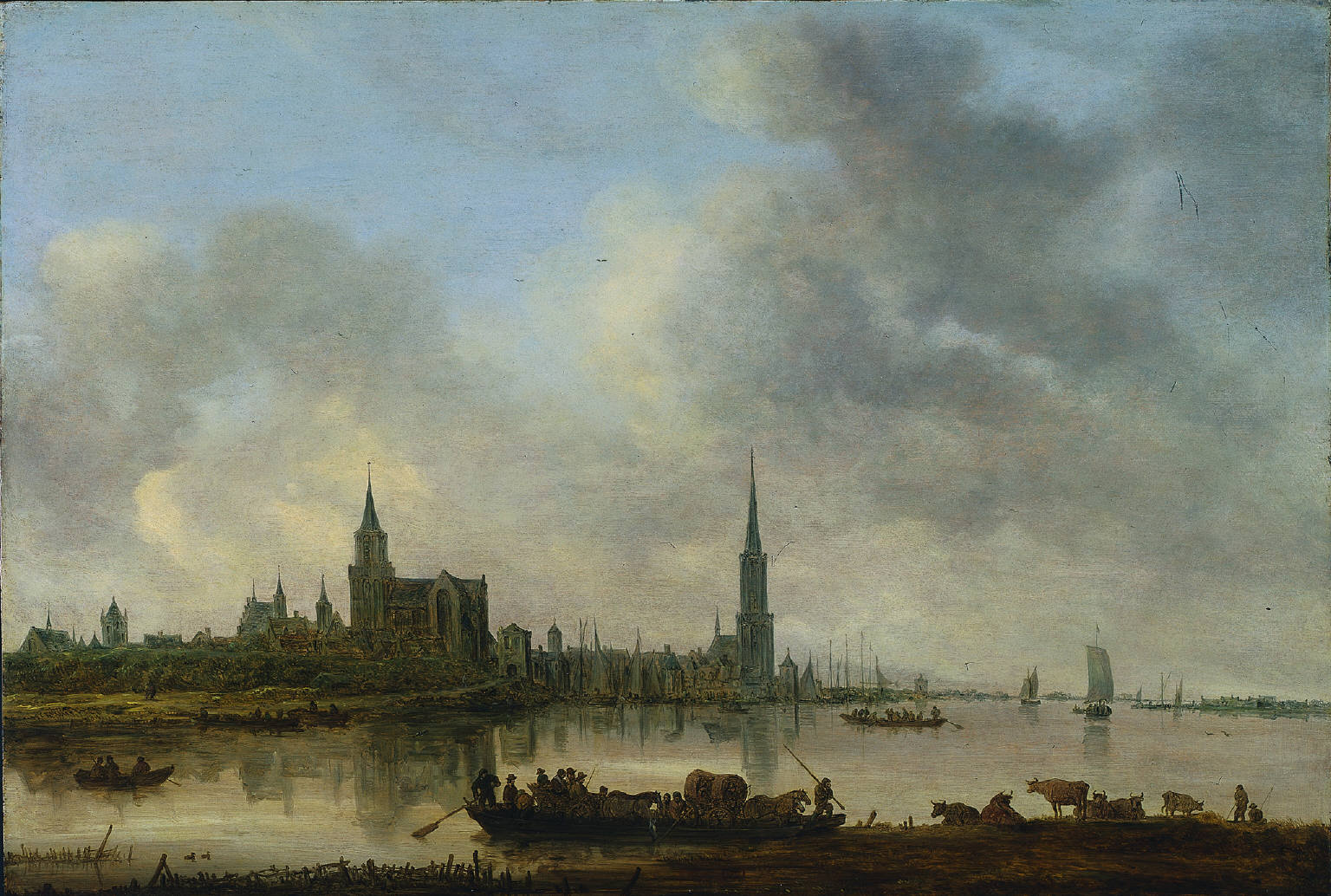
Jan van Goyen, Widok Emmerich, 1645
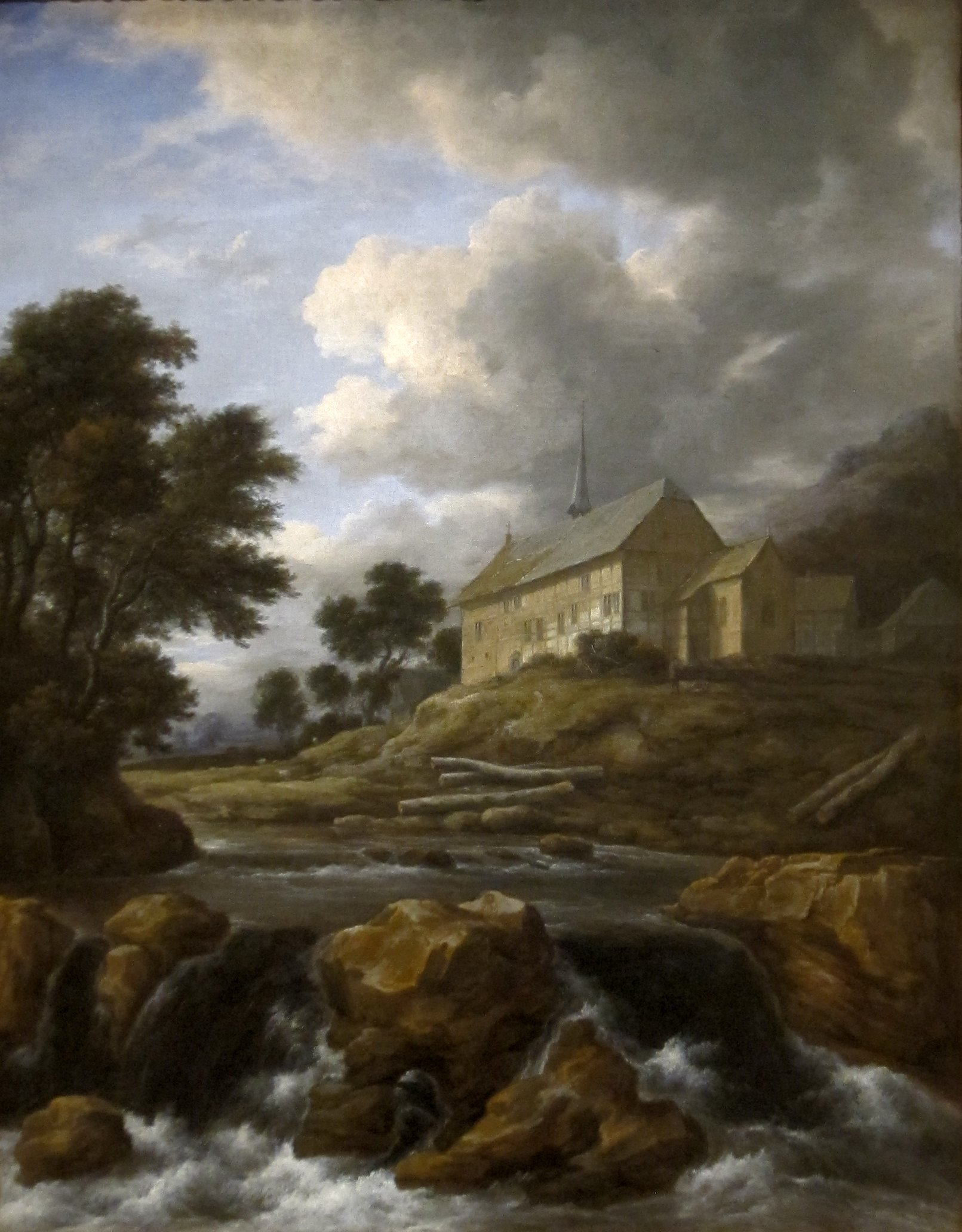
Jacob van Ruisdael, Pejzaż z kościołem podczas burzy, ok. 1670

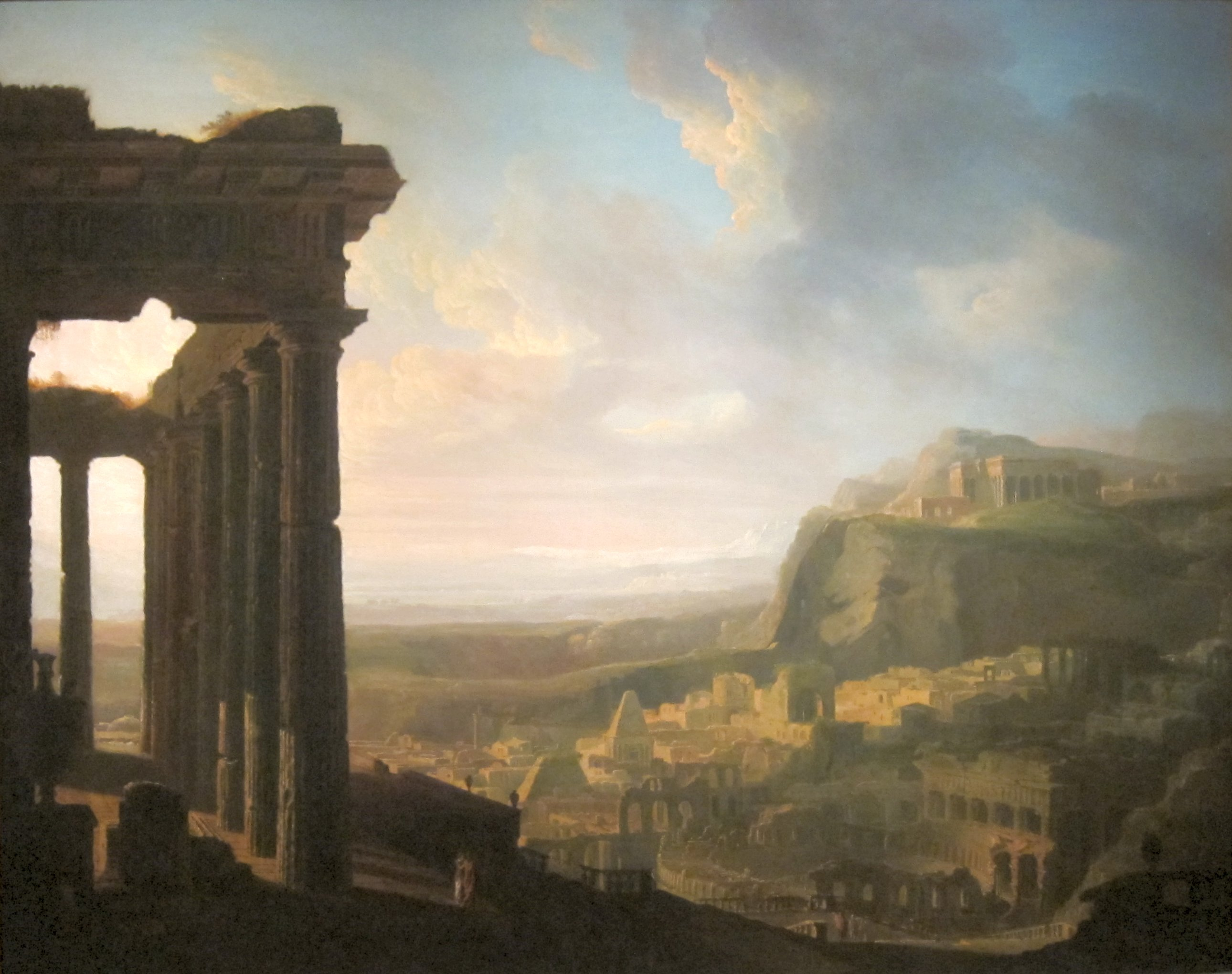
John Martin, Ruiny antycznego miasta, ok. 1810
William Turner, Pożar Parlamentu, 1835
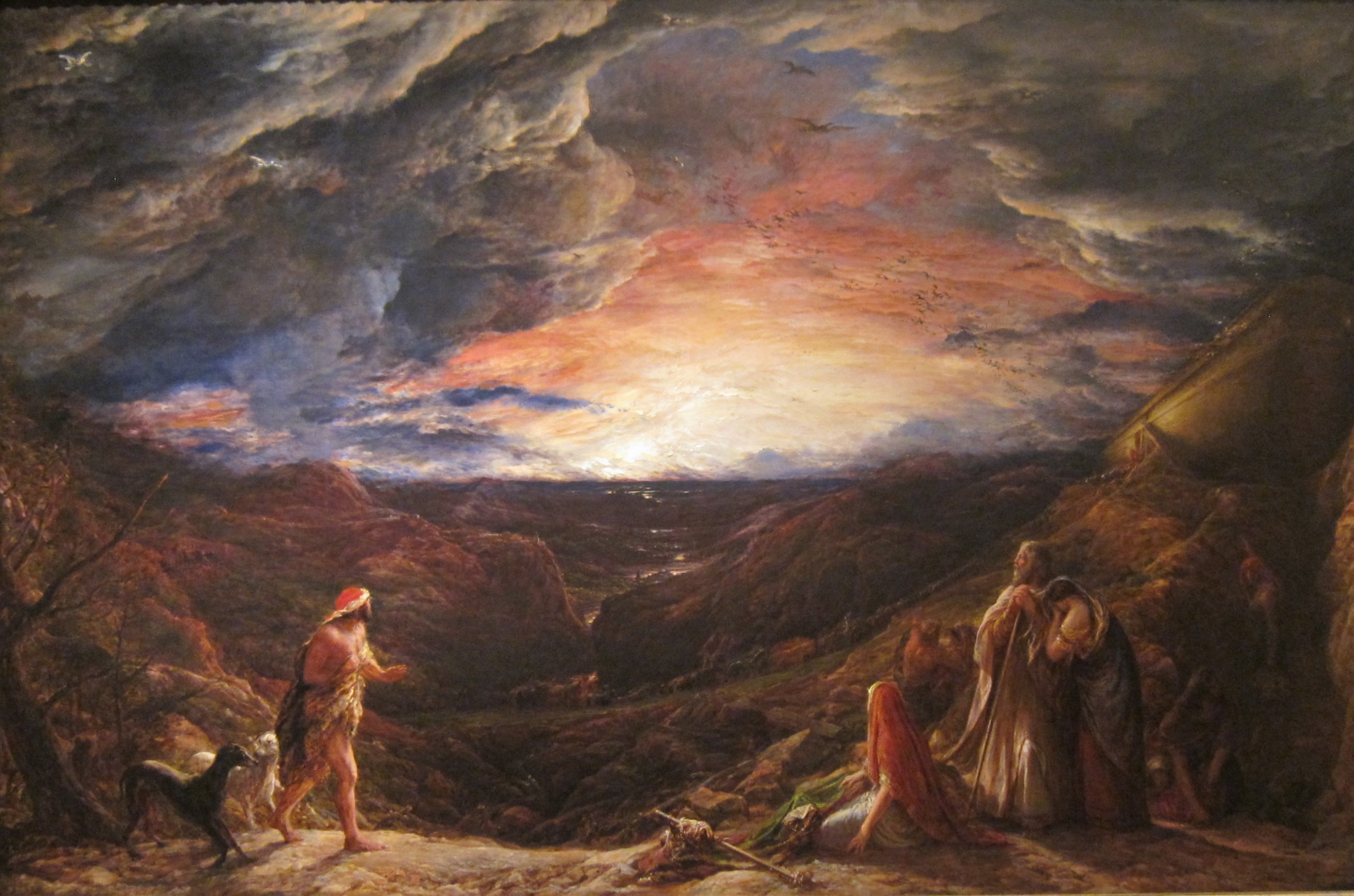
John Linnell, W przeddzień potopu, 1848
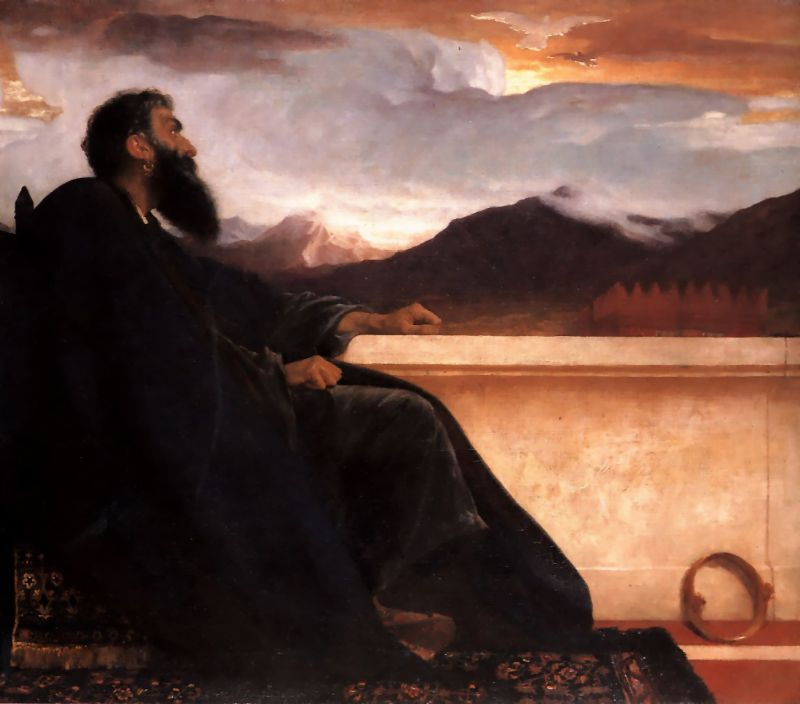
Frederic Leighton, David, 1865

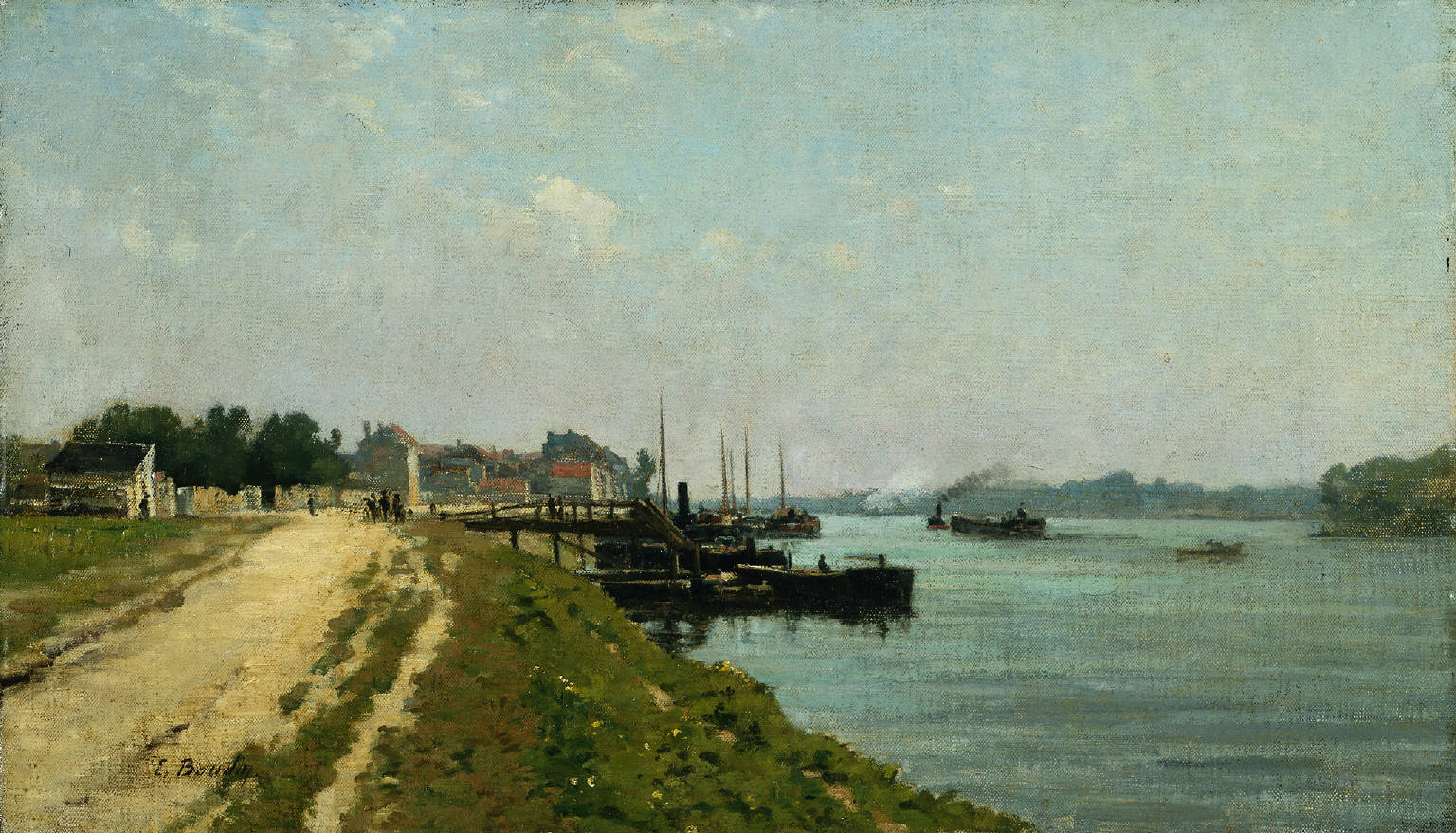
Eugène Boudin, Brzegi Sekwany, 1860–1869
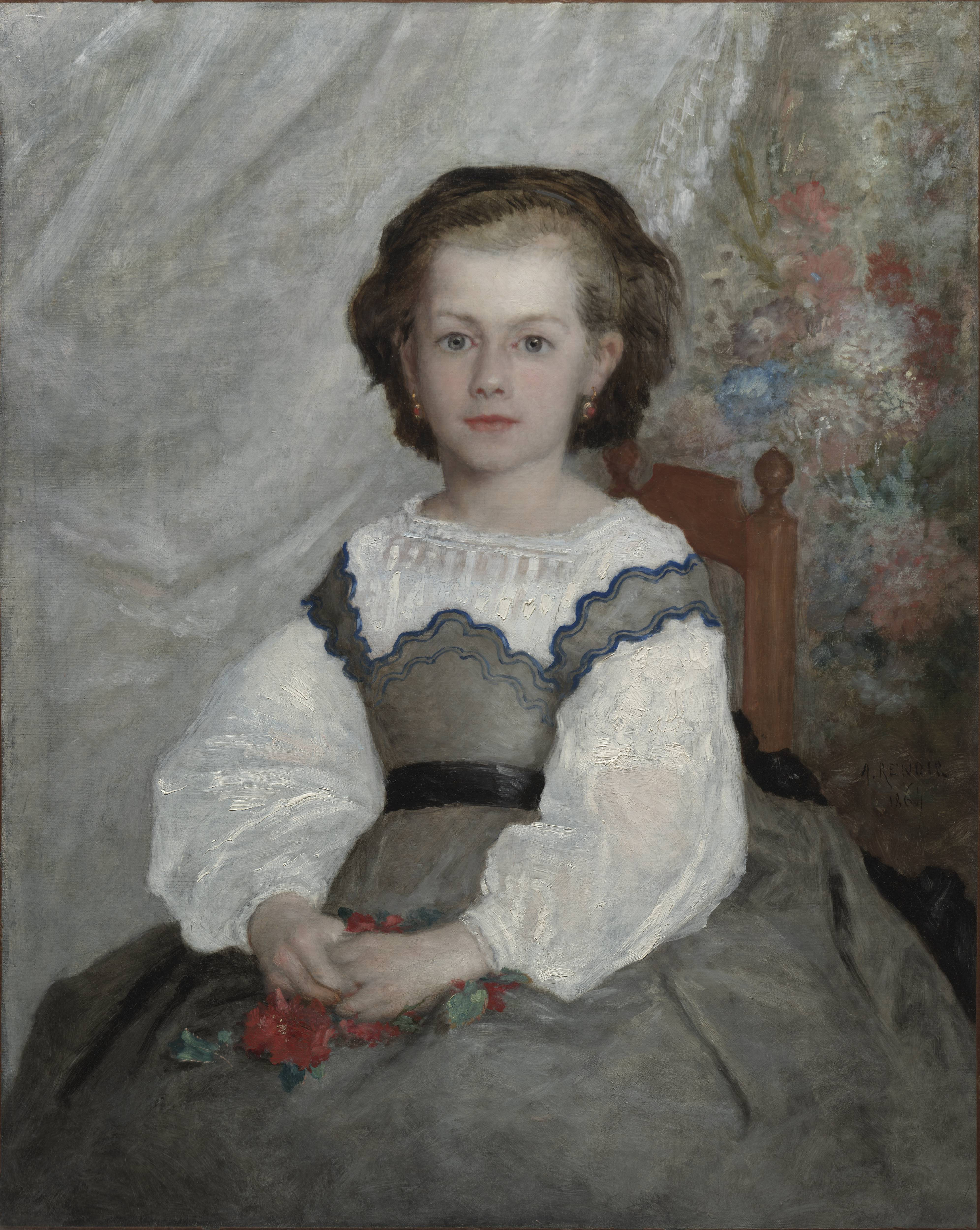
Auguste Renoir, Mademoiselle Romaine Lancaux, 1864
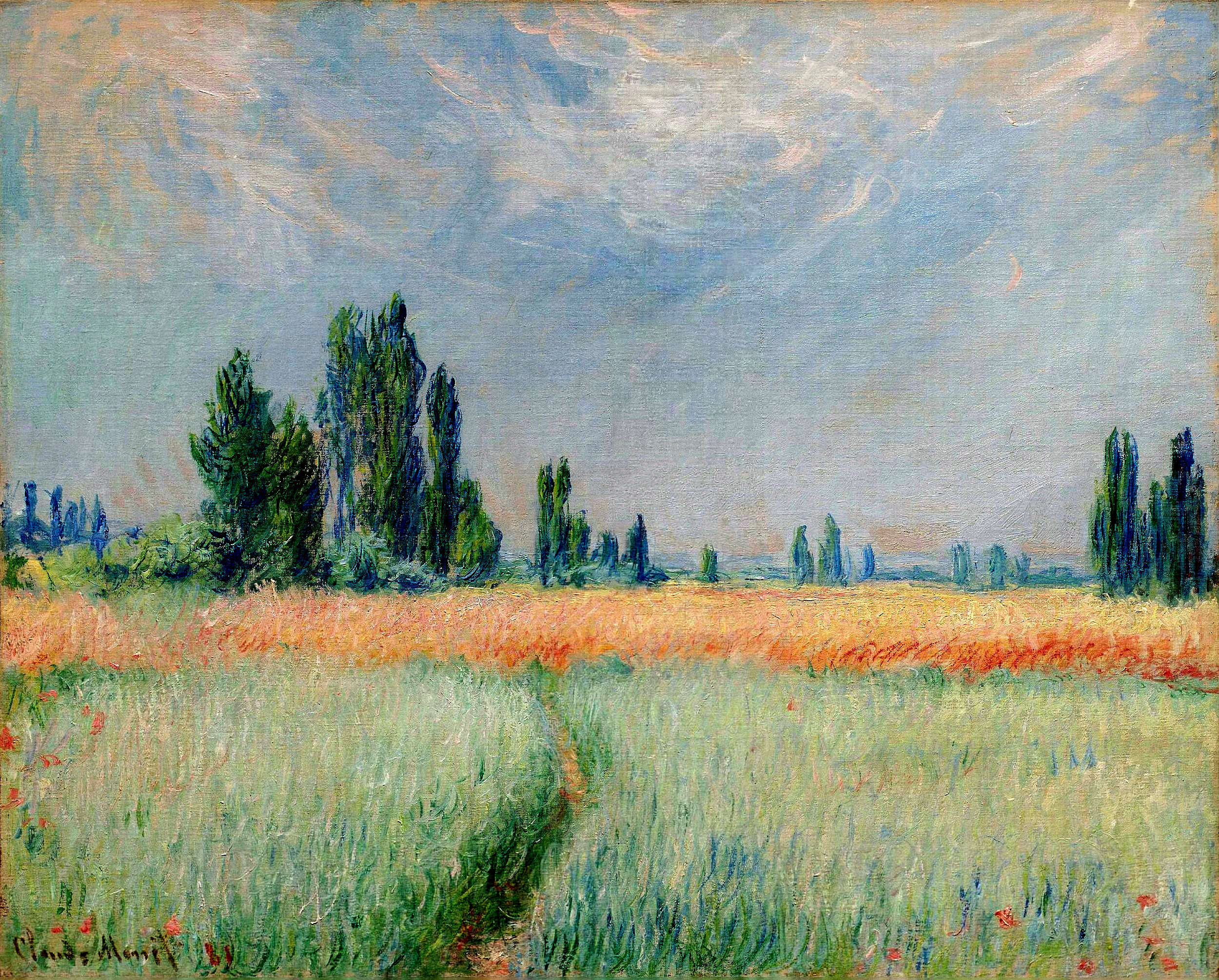
Claude Monet, Błękitne pole, 1881
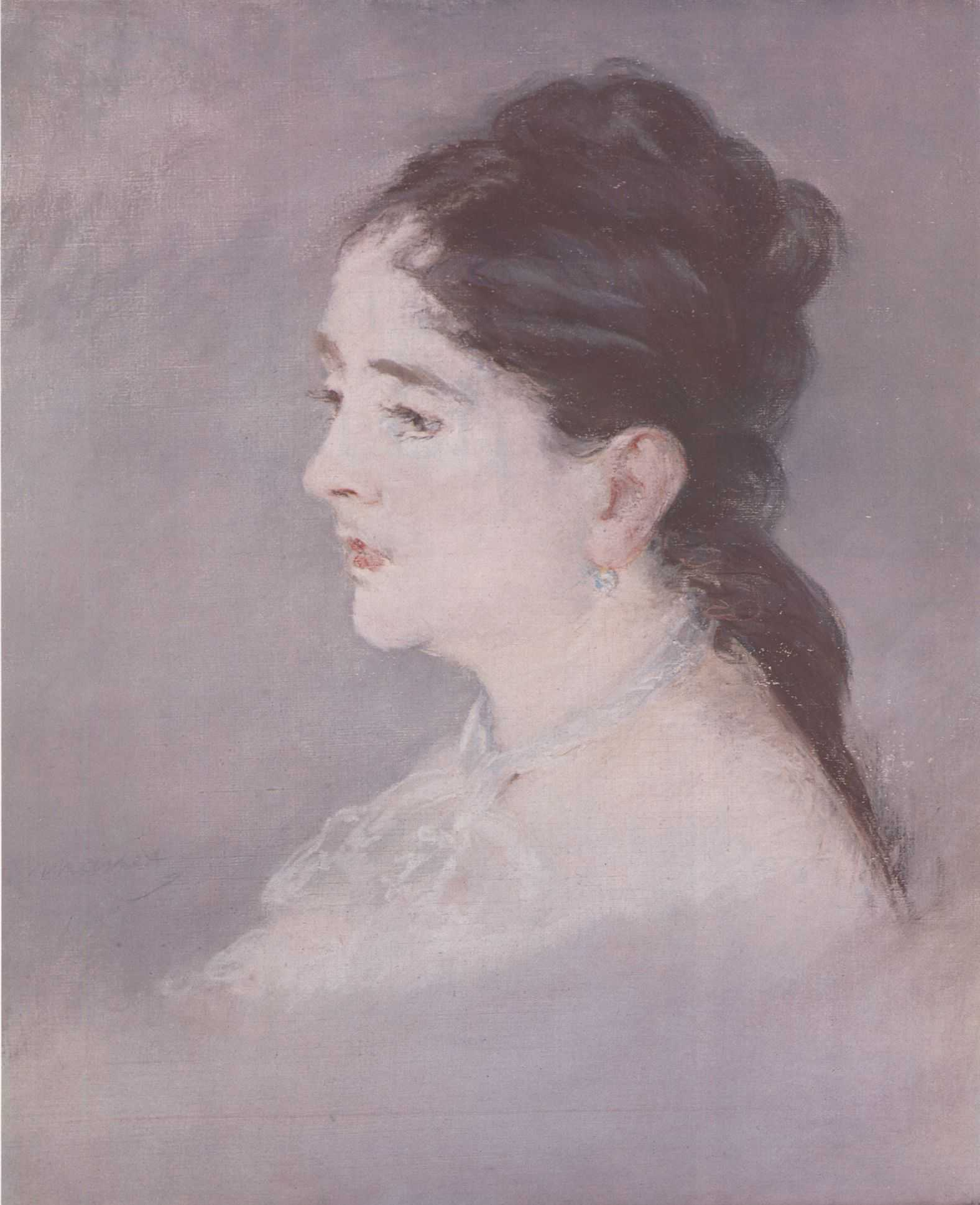
Édouard Manet, Claire Campbell, 1882

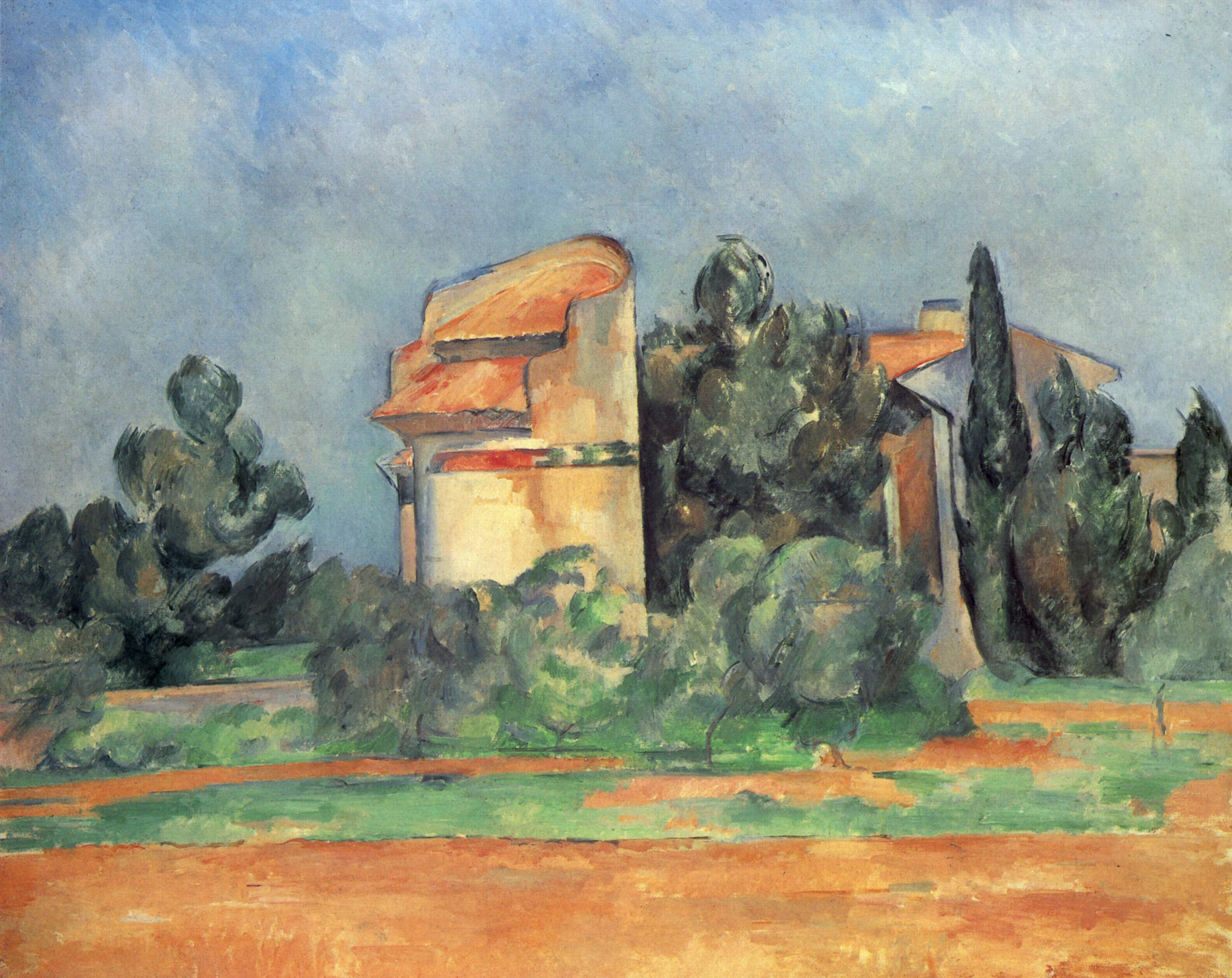
Paul Cézanne, Gołębnik w Bellevue, 1889–1890
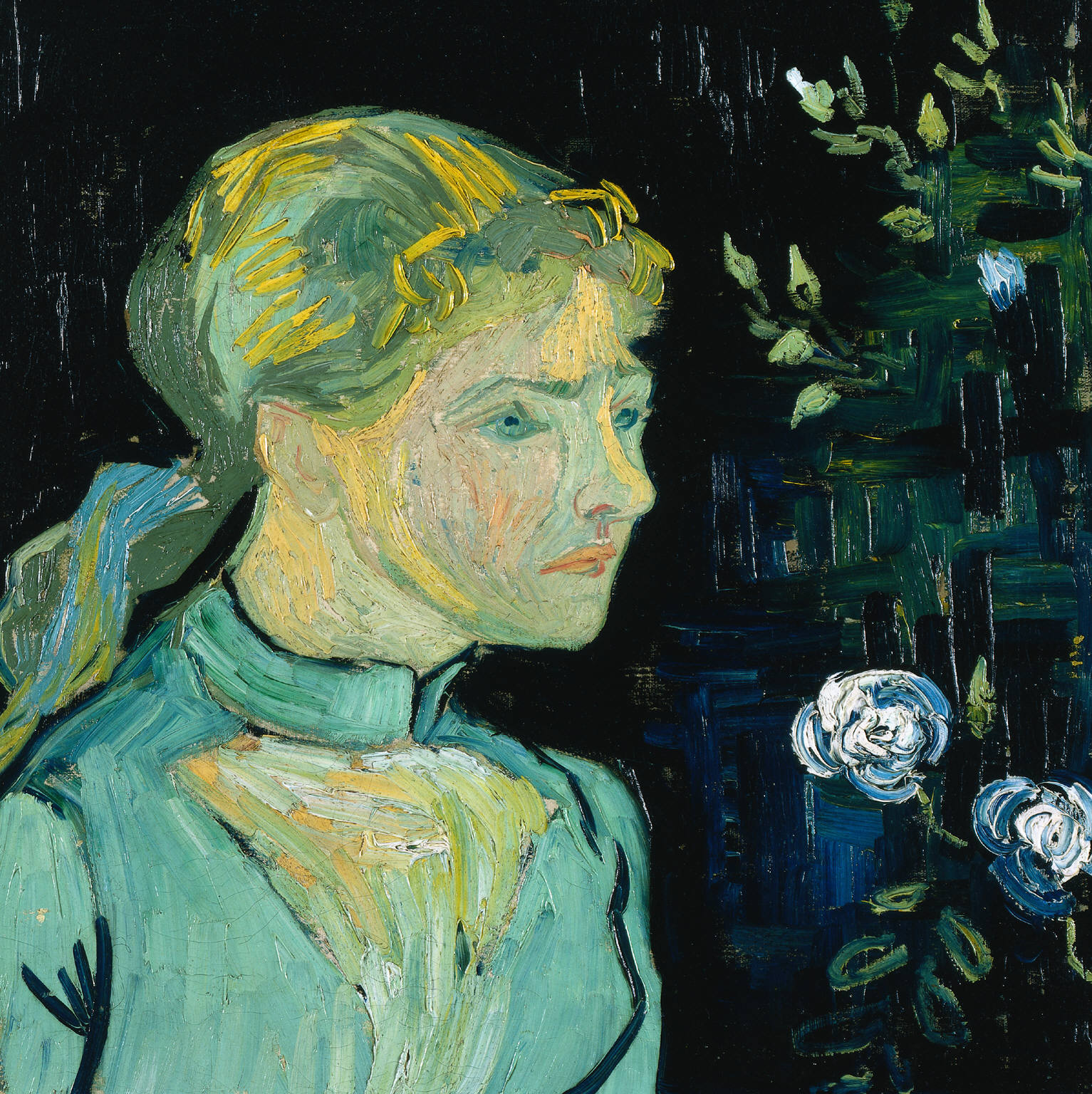
Vincent van Gogh, Portret Adeline Ravoux, 1890
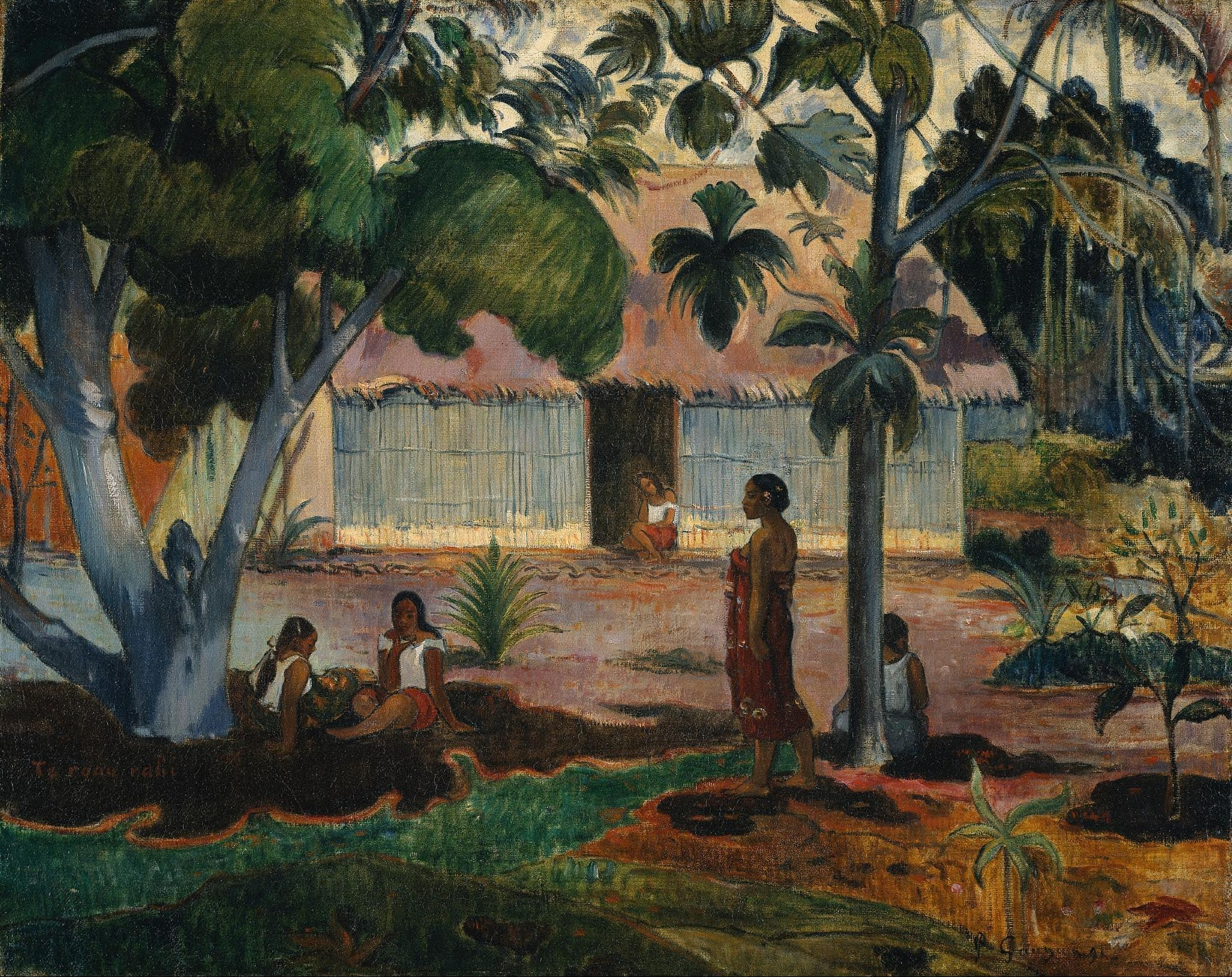
Paul Gauguin, Te raau rahi (I), 1891
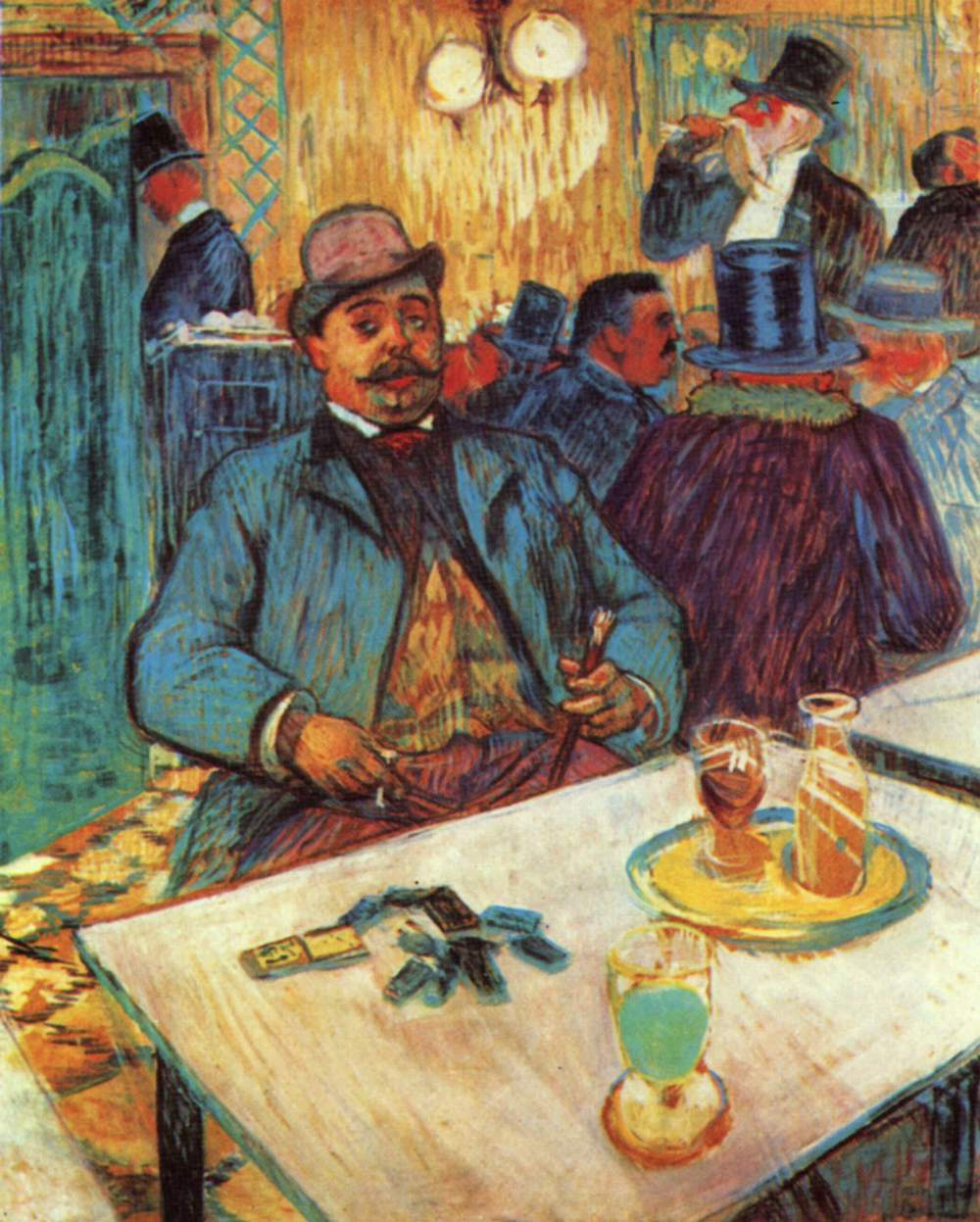
Henri de Toulouse-Lautrec, Monsieur Boileau, 1893

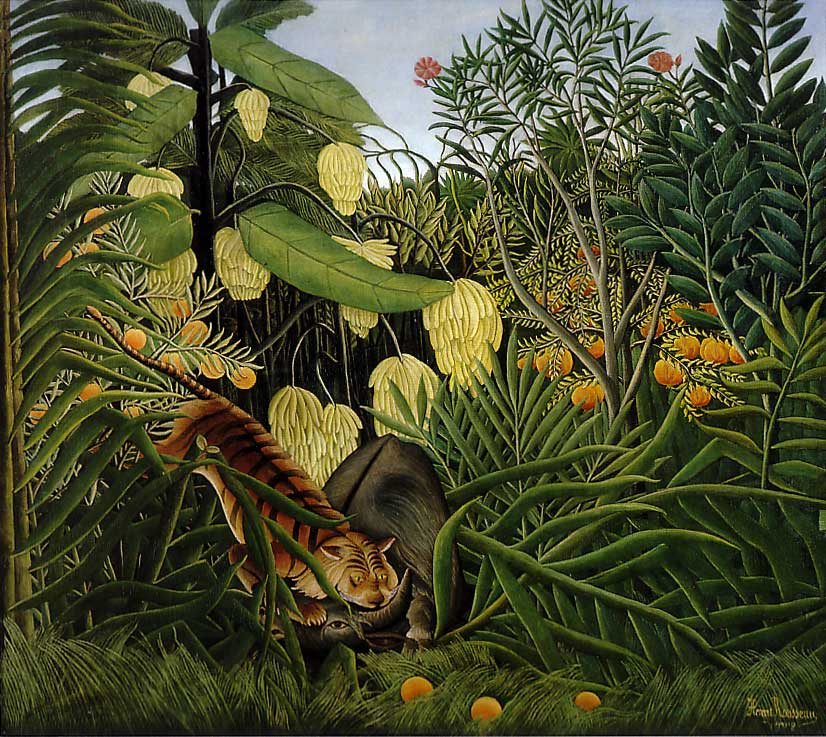
Henri Rousseau, Walka pomiędzy tygrysem a bawołem, 1908
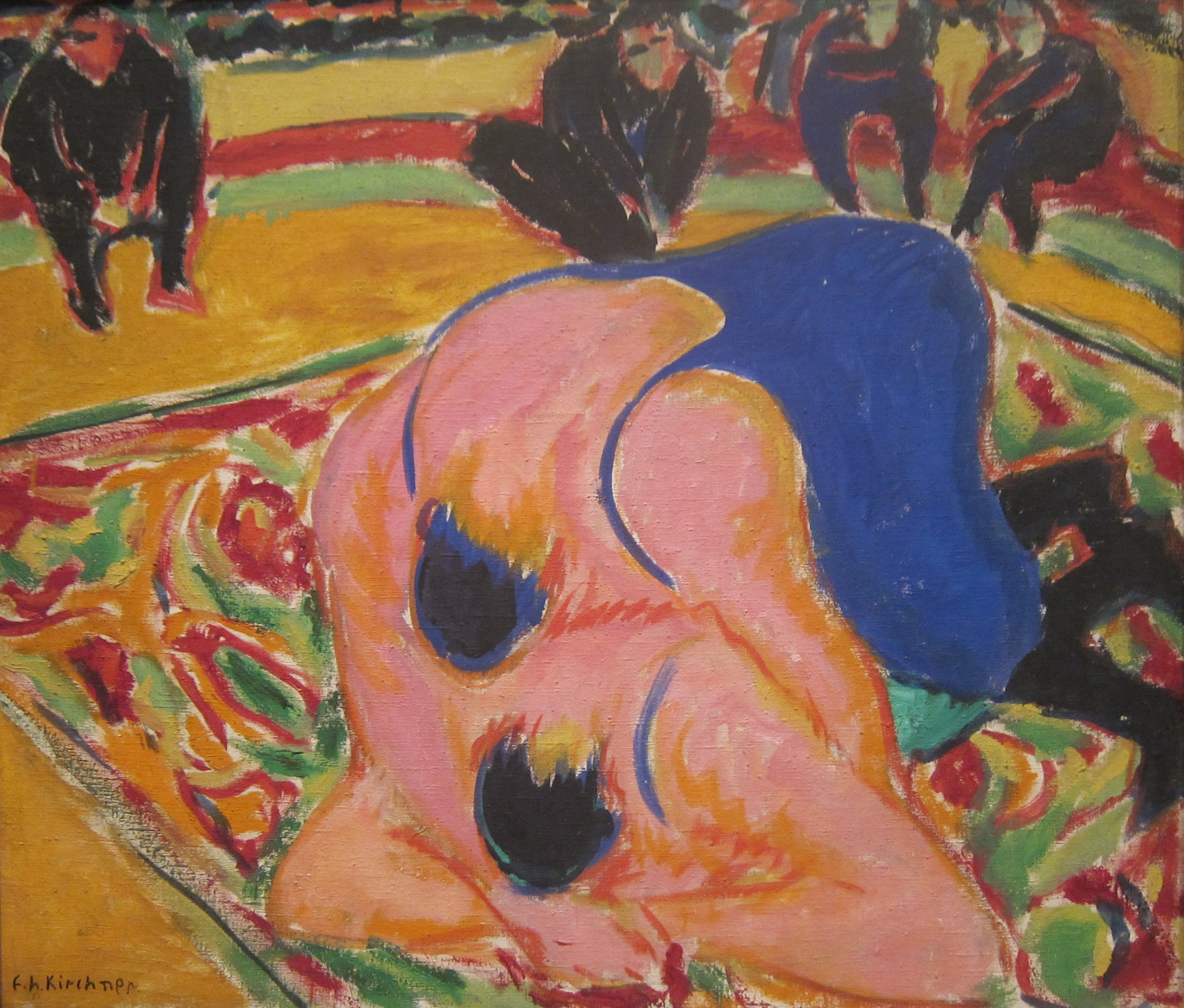
Ernst Ludwig Kirchner, Zapasy w cyrku, 1909
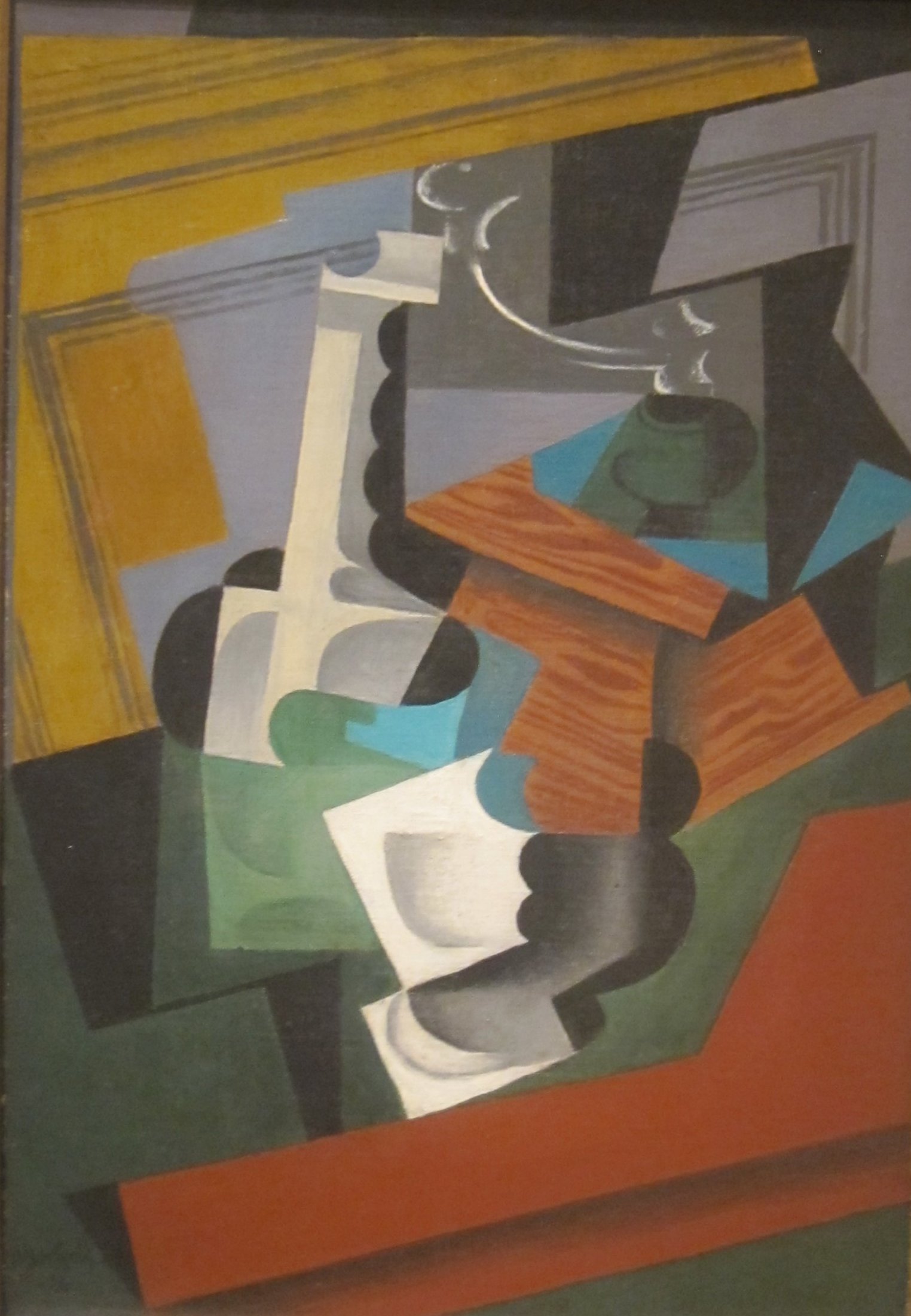
Juan Gris, Młynek do kawy, 1916
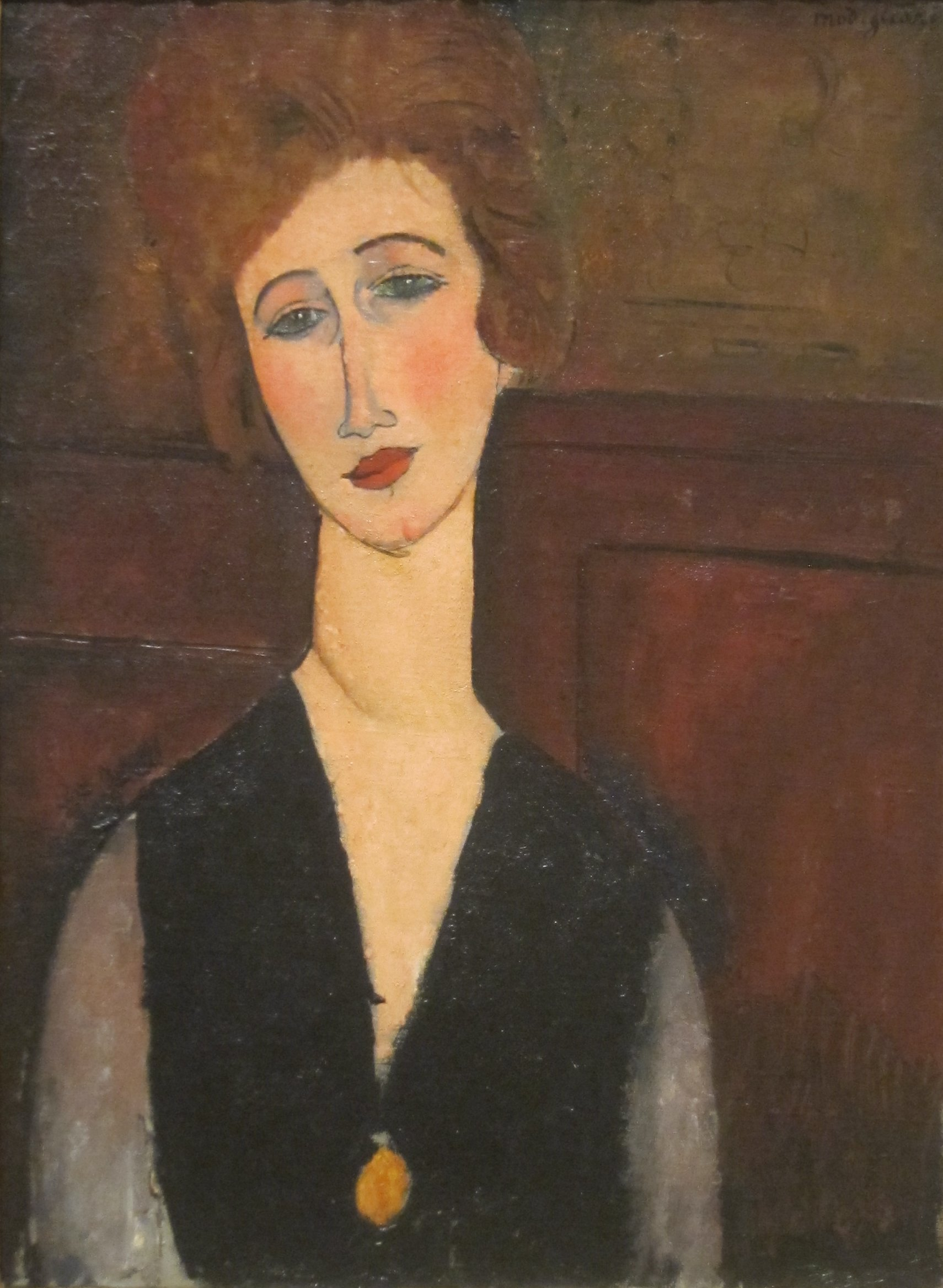
Amedeo Modigliani, Portret kobiety, 1917–1918

### Amerykańskie malarstwo i rzeźba
Zbiory amerykańskiego malarstwa i rzeźby (American Painting and Sculpture) w Cleveland Museum of Art należą do najświetniejszych w skali światowej. W 1915 muzeum nabyło pierwszy obraz amerykańskiego artysty, Portret Catherine Greene pędzla Johna Singletona Copleya. Do chwili obecnej muzeum zakupiło około 300 obrazów i około 90 rzeźb artystów amerykańskich. Dzieła te, dobierane według zasady prymatu jakości nad ilością, stanowią pierwszorzędny przegląd sztuki amerykańskiej z lat 1750–1960.
W kolekcji wyróżnić można dwie podgrupy prac: obrazy malarzy szkoły znad Hudson i ugrupowania Ashcan School. W zbiorach znajdują się dzieła znaczące w historii malarstwa amerykańskiego: Potęga muzyki Sidneya Mounta, Zmierzch na pustkowiu Frederica Edwina Churcha, Śmierć na bladym koniu Alberta Pinkham Rydera, czy Walka u Sharkeya George’a Bellowsa. W dziale tym znajduje się ponadto około 100 prac artystów pochodzących z Cleveland. Kolekcję uzupełniają zbiory amerykańskiego rzemiosła artystycznego, grafiki, rysunków, fotografii i tekstyliów.

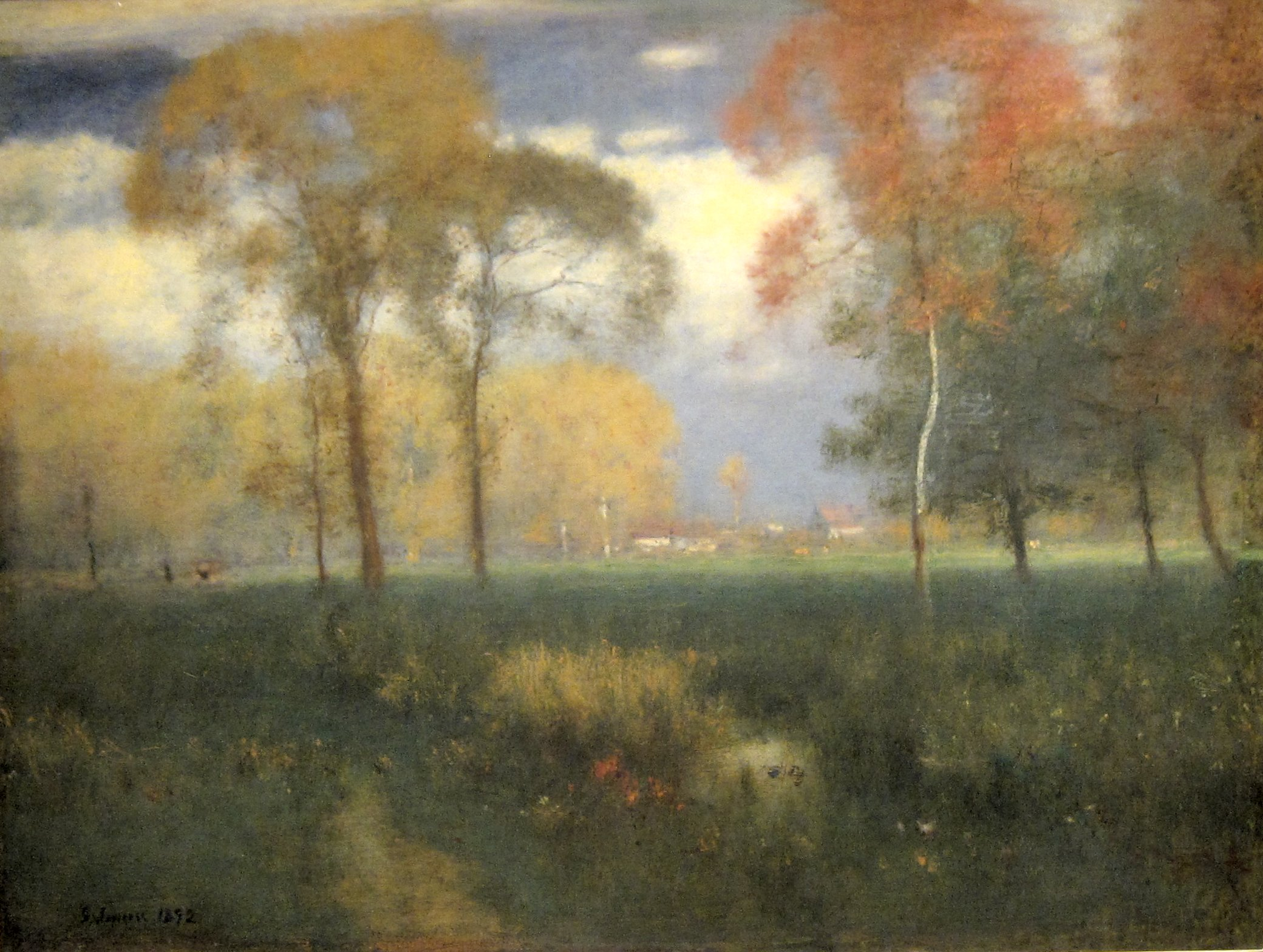
George Inness, Słoneczny jesienny dzień, 1892
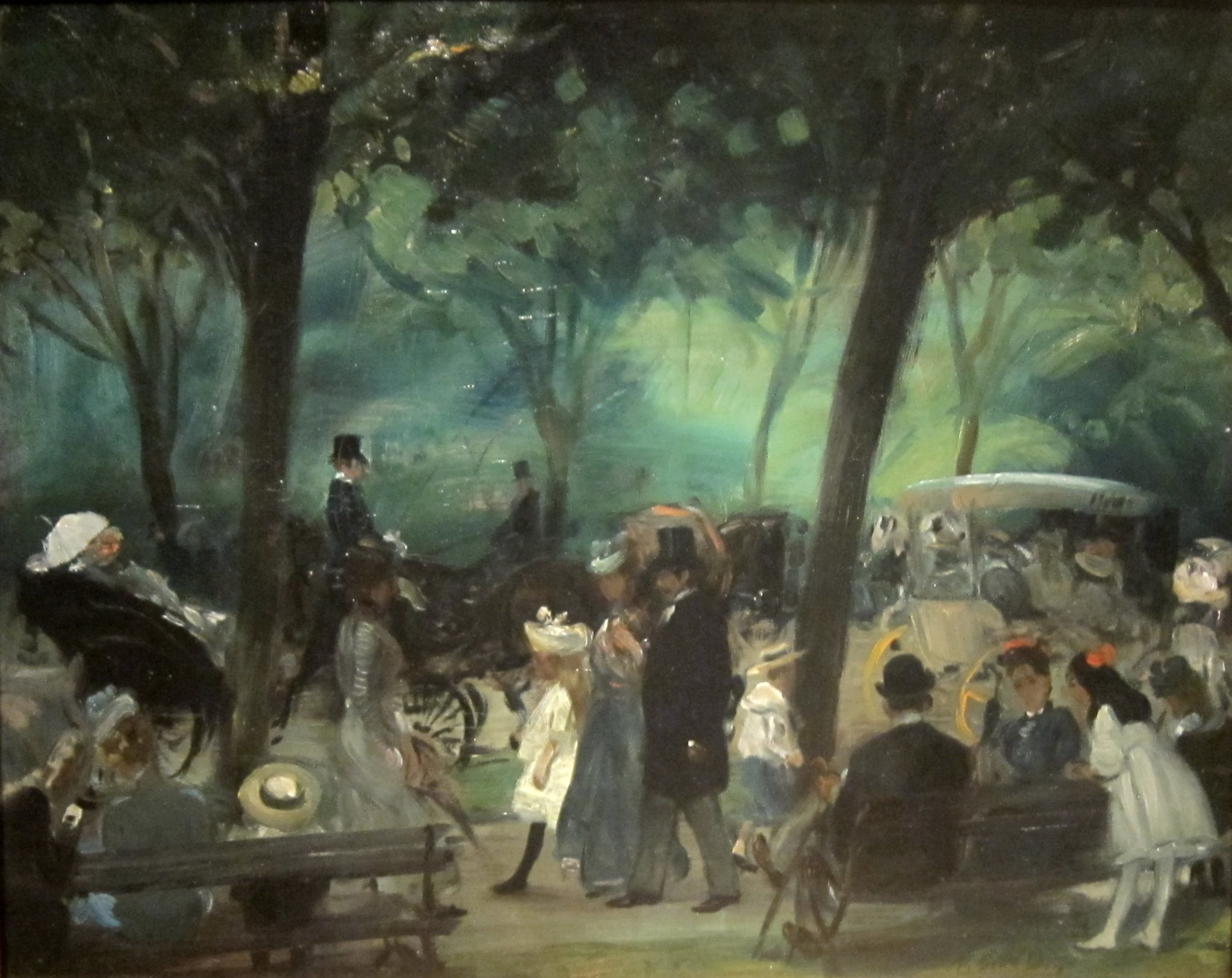
William Glackens, Przejażdżka, Central park, ok. 1905
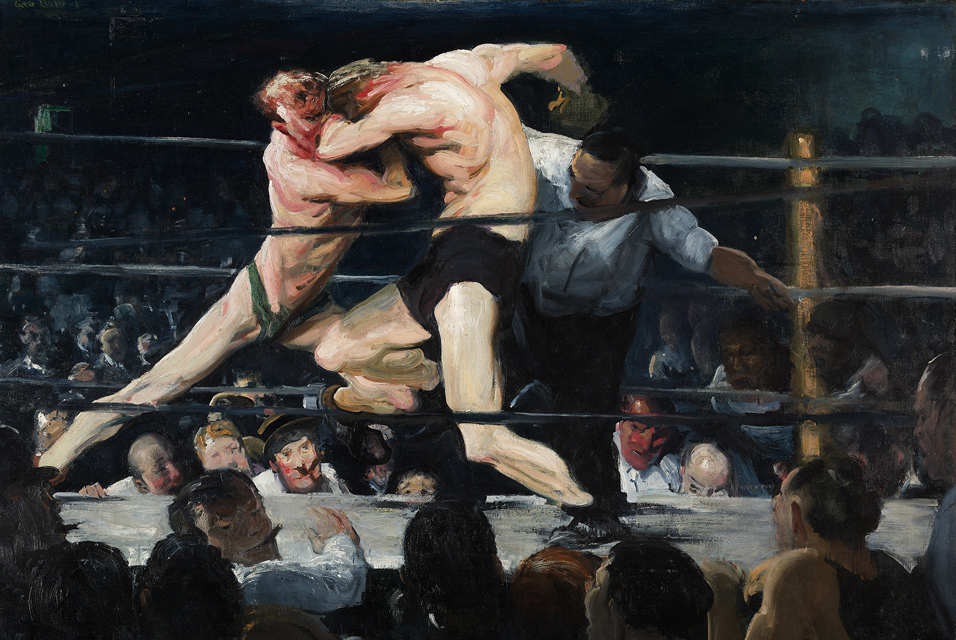
George Bellows, Walka u Sharkeya, 1909
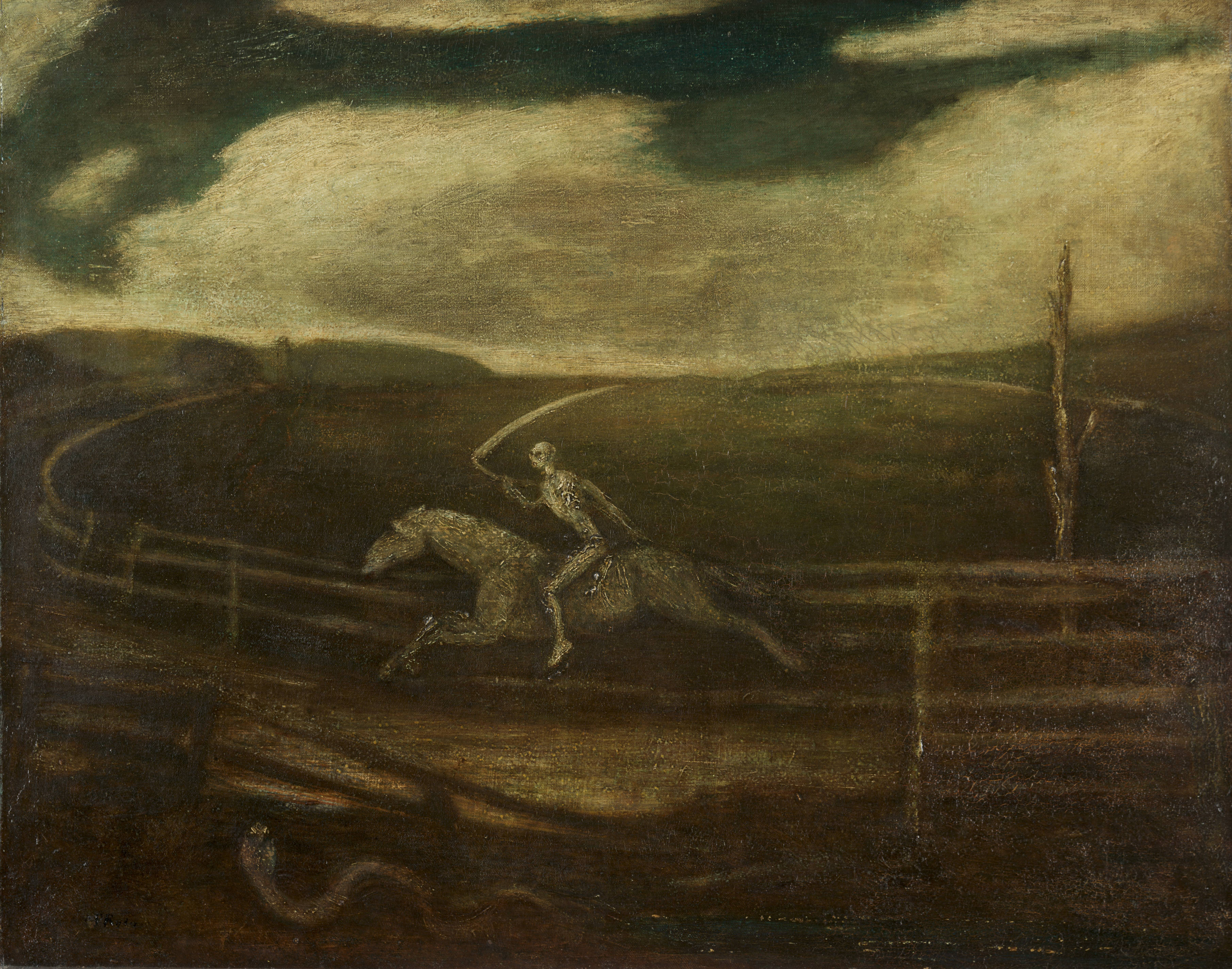
Albert Pinkham Ryder, Śmierć na bladym koniu, 1895–1910

### Sztuka współczesna
Dział sztuki współczesnej (Contemporary Art) obejmuje dzieła sztuki powstałe po roku 1961, z położeniem nacisku na prace artystów amerykańskich i europejskich. Ponieważ główną część tego działu stanowiły obrazy, muzeum stara się ostatnie zakupy koncentrować na rzeźbach i pracach wykorzystujących nowe media, jak wideo. W zbiorach tego działu znajdują się pierwszorzędne przykłady amerykańskiego malarstwa abstrakcyjnego, jak Red Blue (Ellsworth Kelly, 1962), The City (Agnes Martin, 1966) i Wall Drawing #4 (Sol LeWitt, 1969); wczesne dzieła Lee Bontecou (Untitled, 1961) i Roberta Gobera (Untitled, 1990); ważne prace Andy Warhola (Marilyn x 100, 1962) i Anselma Kiefera (Lot’s Wife, 1989), czy wideoinstalacja The Casting Omera Fasta (2007).

### Rysunki
Kolekcja rysunków (Drawings) Cleveland Museum of Art, bardzo znacząca, jeśli chodzi o jakość i rangę, należy do pięciu lub sześciu największych w Stanach Zjednoczonych. Pierwsze rysunki pojawiły się w muzeum w 1915 (jako darowizny). Do powstania kolekcji rysunków dawnych mistrzów wydatnie przyczynił się jeden z kuratorów muzeum, Henry Sayles Francis, kupując w 1927 pokaźny zbiór rysunków francuskich, a w 1929 – włoskich i holenderskich. Kolekcja systematycznie powiększała się w kolejnych latach, zarówno dzięki zakupom, jak i darowiznom kolekcjonerów prywatnych. Obecnie zbiór rysunków zawiera ok. 2800 arkuszy z pracami pochodzącymi z rozmaitych szkół europejskich i amerykańskich; około 600 to prace artystów działających w Cleveland. Atutem kolekcji są kluczowe prace XVI-wiecznych artystów włoskich, XVIII- i XIX-wiecznych artystów francuskich oraz artystów europejskich i amerykańskich z początku XX w. W dziale tym znajduje się ponadto zbiór pasteli artystów specjalizujących się w tej technice (Jean-Étienne Liotard, Rosalba Carriera, Edgar Degas czy Mary Cassatt).

### Rzemiosło artystyczne i design
Kolekcja rzemiosła artystycznego i designu (Decorative Art and Design) Cleveland Museum of Art jest znana na arenie międzynarodowej; zawiera dzieła uważane za najznamienitsze na świecie w swym gatunku. W obrębie kolekcji znaleźć można zarówno XIX-wieczne wyroby amerykańskie jak i chińską porcelanę eksportową z XVIII w. Obecność europejskich mebli, wyrobów ze srebra i ceramiki z XVI–XIX w. sprawia, iż ten dział jest jednym z największych atutów całej kolekcji Cleveland Museum of Art. Zwłaszcza wyroby powlekane emalią z Limoges, włoska majolika, niemieckie i francuskie wyroby ze srebra i ceramika oraz XVIII-wieczne meble francuskie należą do najlepszych w swej klasie w Stanach Zjednoczonych i są znane na arenie międzynarodowej dzięki pracom badawczym i wystawom. W ostatnich latach w składzie kolekcji znalazły się ważne dzieła XIX- i XX-wiecznego rzemiosła artystycznego. Wyrób Petera Carla Fabergé z ok. 1900 jest uważany za jeden z najlepszych w swej kategorii na świecie.

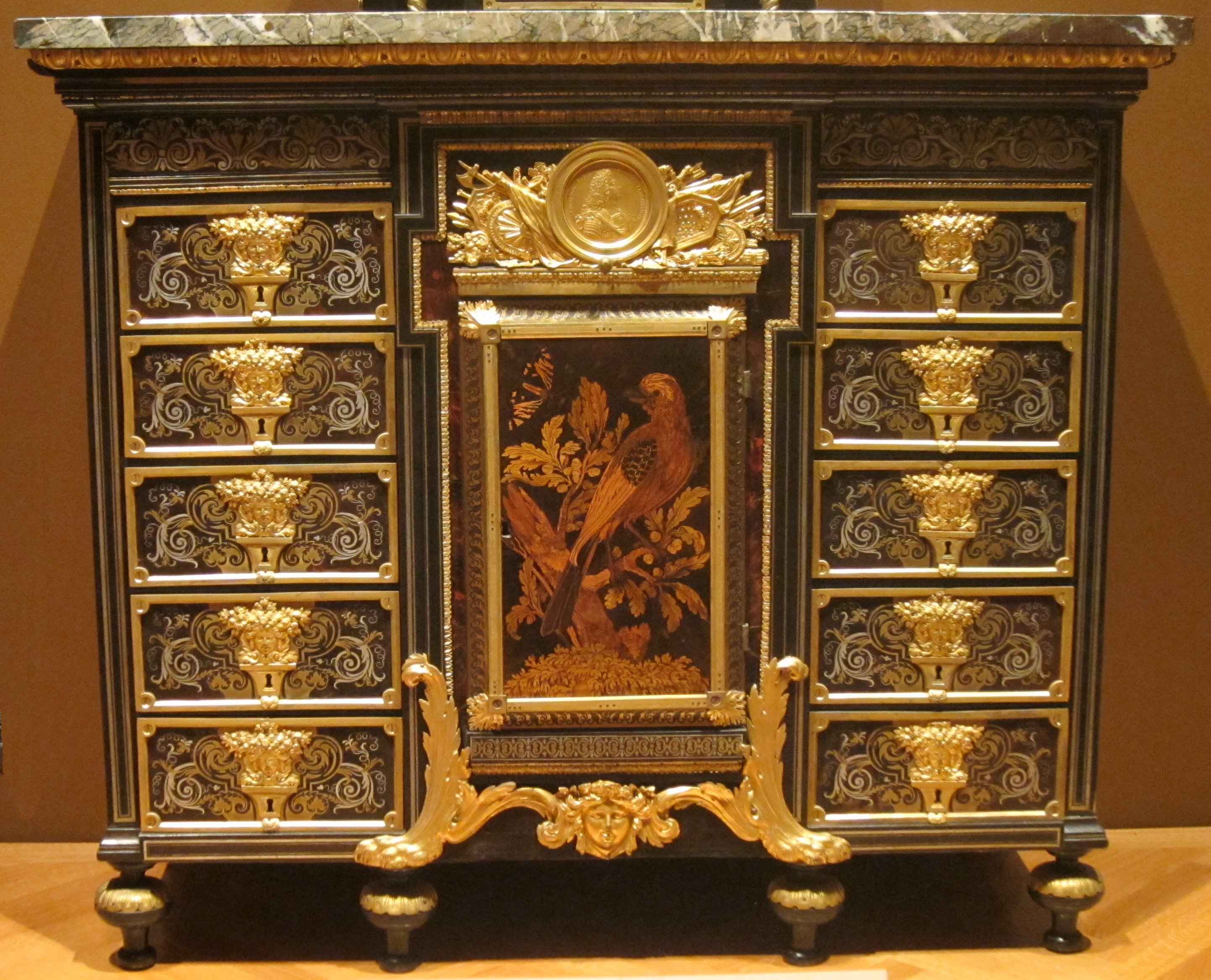
André-Charles Boulle, Serwantka z mahoniu i metalu, inkrustowana łuskami z żółwiego pancerza, ok. 1690
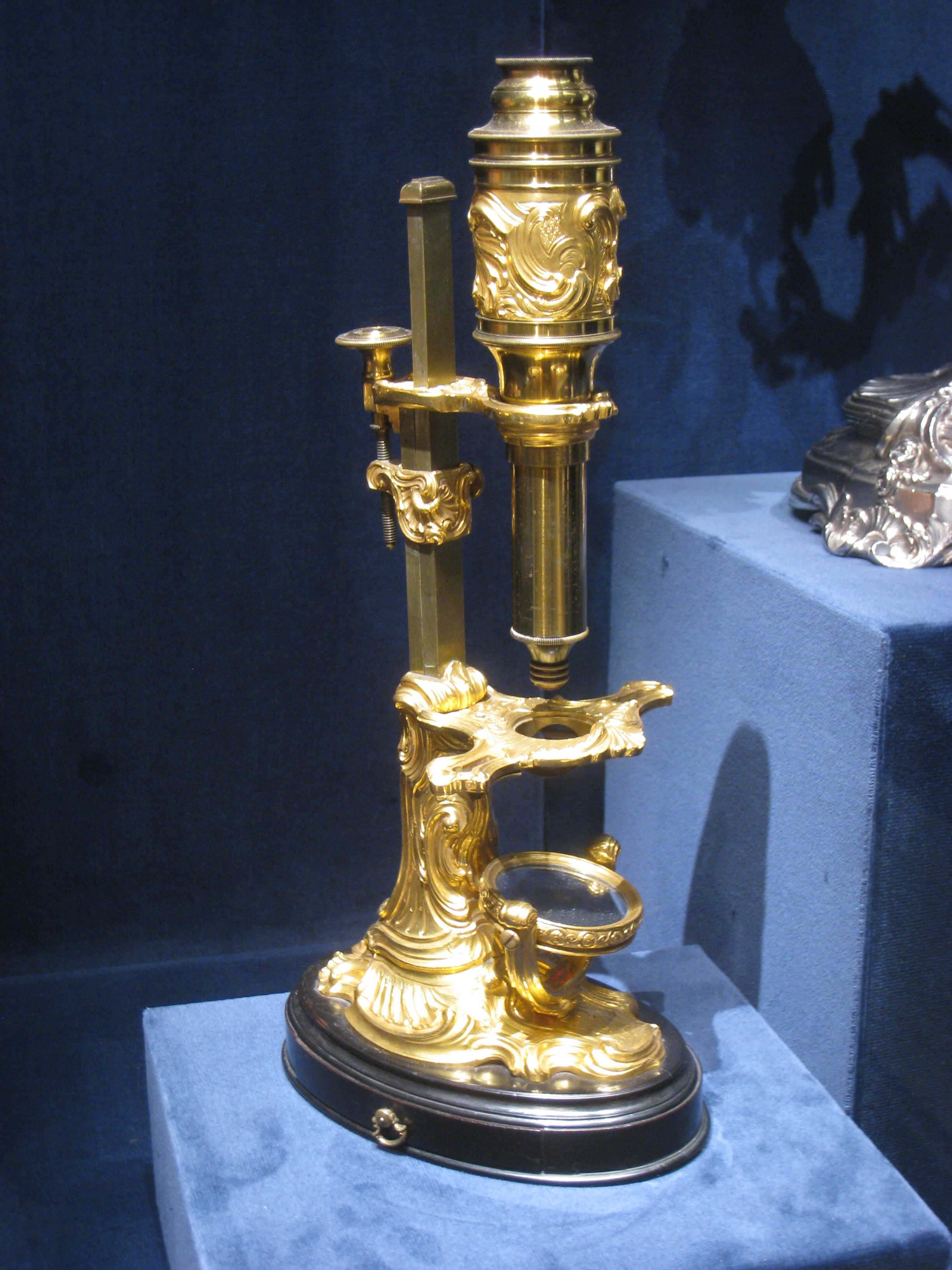
Francuski mikroskop z ok. 1745–1765
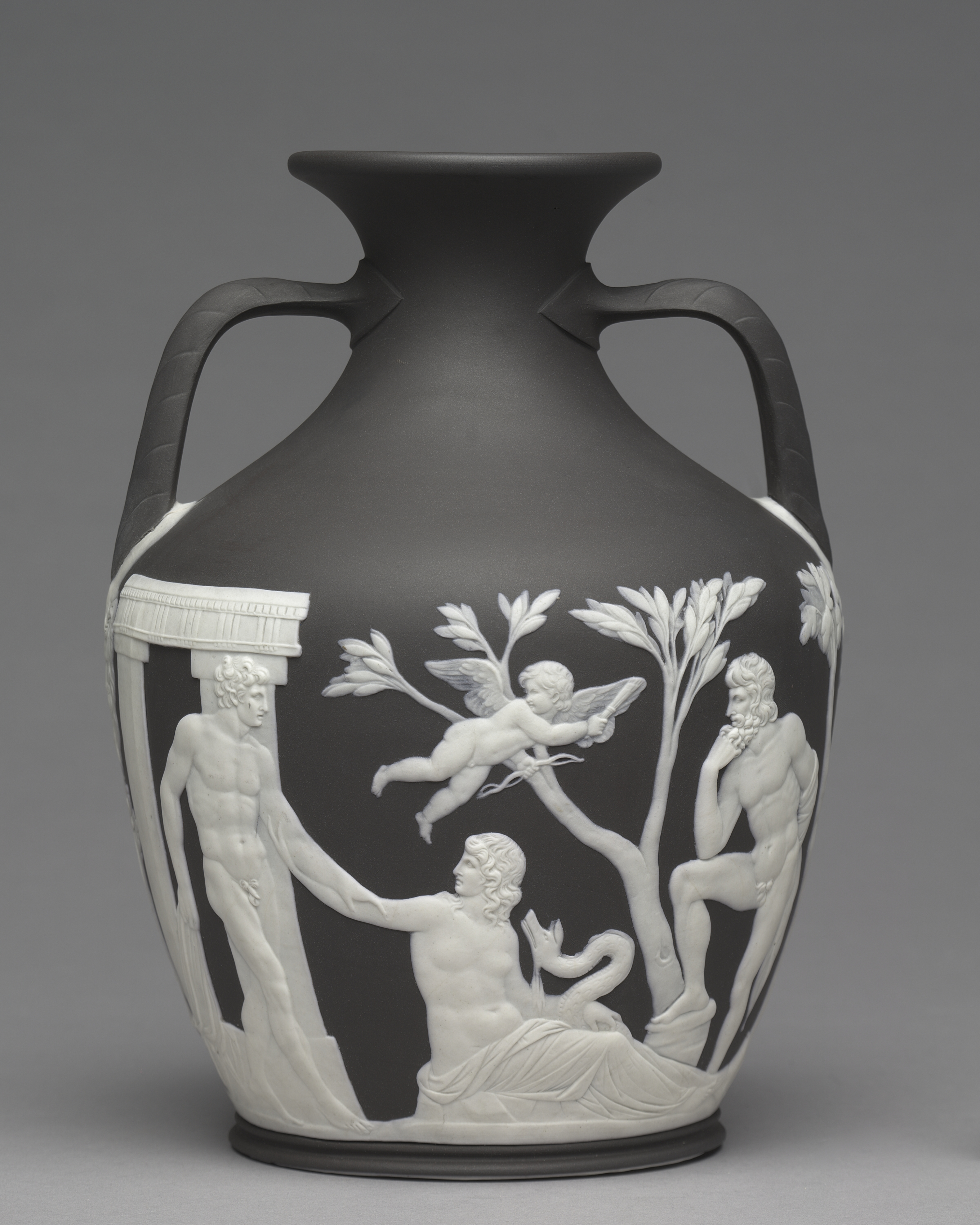
Ceramiczna replika Wazy portlandzkiej wykonana przez Josiaha Wedgwooda, ok. 1790
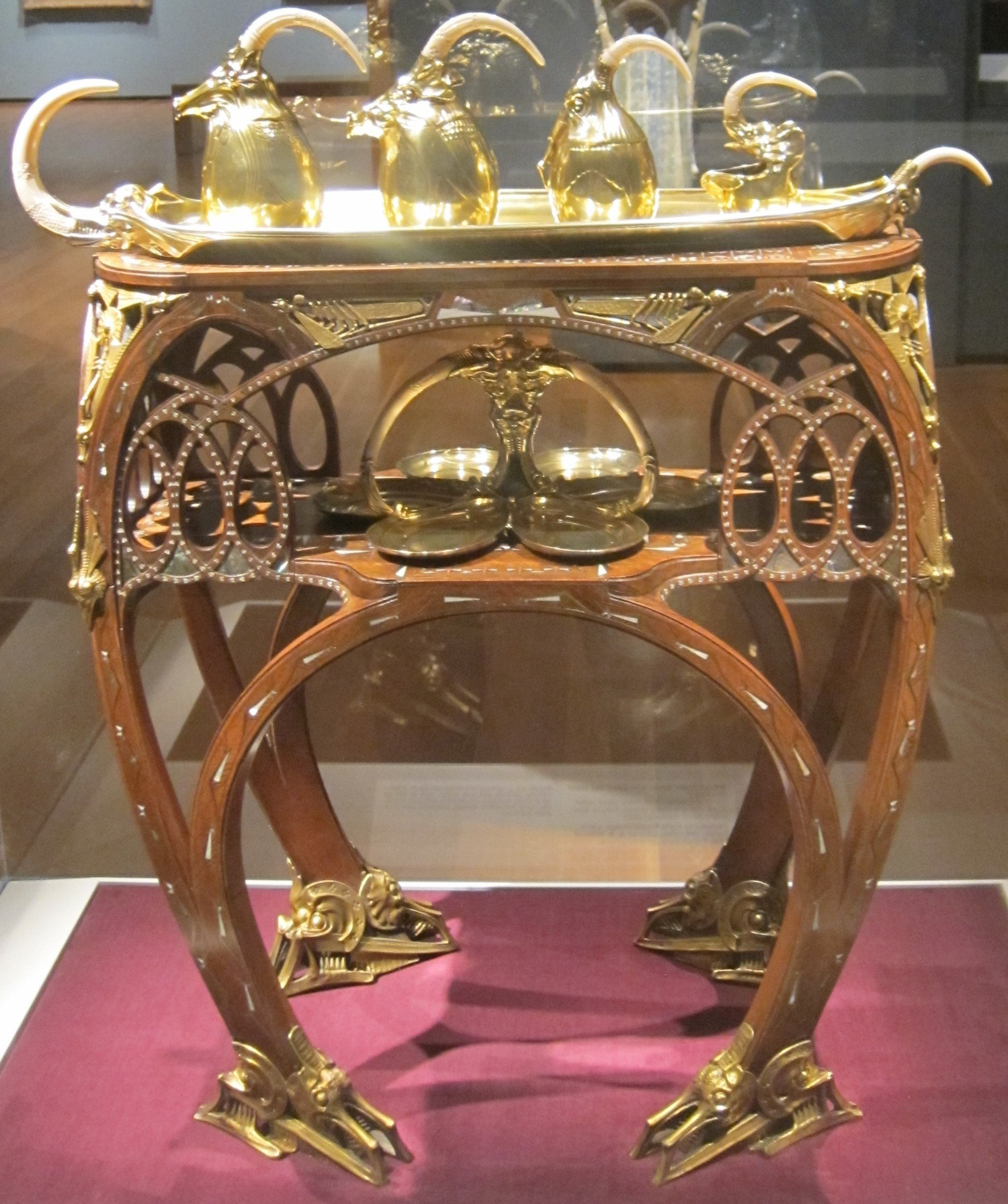
Carlo Bugatti, Serwis do kawy i herbaty, ok. 1907

### Sztuka azjatycka

#### Sztuka chińska
Kolekcja sztuki chińskiej w Cleveland Museum of Art należy do najbardziej znaczących na Zachodzie, reprezentując najwyższy poziom artystycznego wykonawstwa. Obejmuje ona ponad 5000 lat historii sztuki Chin, od prehistorii do dziś, prezentując różnorodność form artystycznych, w tym: malarstwo, rzeźbę, kaligrafię, meble, wyroby z laki i kamieni szlachetnych. Najcenniejsza część zbiorów to obrazy i ceramika. Kolekcja nieustannie się rozwija, mając na względzie nie tylko bogate tradycje sztuki chińskiej ale też jej aktualne trendy rozwojowe.

#### Sztuka Indii i Azji Południowo-Wschodniej
Kolekcja sztuki Indii i Azji Południowo-Wschodniej (Indian and Southeast Asian Art) jest jedną z najcenniejszych, zarówno na poziomie krajowym jak i międzynarodowym. Dzieli się na trzy sekcje: sztuka Indii, sztuka Himalajów i sztuka Azji Południowo-Wschodniej i obejmuje okres od epoki wczesnego neolitu do XIX w. Składają się na nią głównie rzeźby (kamienne, metalowe, gliniane, drewniane i z kości słoniowej) oraz obrazy (ilustracje książkowe i thanki), ale także rzemiosło dekoracyjne i zbroje.

#### Sztuka japońska i koreańska
Kolekcja sztuki japońskiej i koreańskiej (Japanese and Korean art) w Cleveland Museum of Art również zalicza się do najbardziej znaczących na Zachodzie. Składają się na nią: obrazy, rzeźby, wyroby z laki, metaloplastyka i ceramika. Początki kolekcji sięgają okresu powstania muzeum, natomiast znaczący rozwój przypadł na lata powojenne.

### Sztuka afrykańska
Kolekcja sztuki afrykańskiej (African art) w Cleveland Museum of Art liczy około 250 eksponatów. Główny jej zasób stanowią maski i figury (przeważnie rzeźbione z drewna) z terenów Afryki Zachodniej i Centralnej. Poza tym w kolekcji znaleźć można ceramikę, wyroby z kości słoniowej, stopów miedzi, ze złota i skóry zwierzęcej. Większość dzieł powstała pod koniec XIX i na początku XX w. S ą jednak dwie, zachowane we fragmentach, figury z terakoty, datowane na 500 r. p.n.e. (z Nigerii) i rok 1000 (z Mali). Ozdobą kolekcji są wyroby pochodzące z dawnego królestwa Benin oraz z Demokratycznej Republiki Konga. Pierwsze eksponaty trafiły do muzeum już w roku 1915, na rok przed jego oficjalnym otwarciem. W 1929 miejscowy artysta, Paul Travis, podarował muzeum pewna liczbę dzieł pochodzących od plemienia Mangbetu z północno-wschodniego Kongo. Znaczące powiększenie kolekcji miało miejsce w latach 60. i 70. dzięki mieszkance Cleveland Katherine C. White, która przekazała muzeum około 100 eksponatów.

### Fotografia
Początki kolekcji fotografii (Photography) sięgają roku 1983. Kolekcja obejmuje dziś całą historię tego medium począwszy od roku 1839 i reprezentuje wszystkie jego trendy rozwojowe, widoczne w pracach najwybitniejszych fotografów. Atutem zbiorów są XIX-wieczne prace pionierów fotografii, głównie angielskich, amerykańskich i francuskich, piktorialistyczne fotografie Edwarda S. Curtisa, specjalizującego się w katalogowaniu życia Indian i Zachodu USA (zbiór The North American Indian), fotografia surrealistyczna z okresu międzywojennego, oraz fotografie dotyczące miasta Cleveland, wykonane przez artystów amerykańskich i zagranicznych.

### Grafika
Kolekcja grafiki (Prints) obejmuje około 19 000 prac wyznaczających historię tego gatunku w Europie od jego początku w połowie XV w. do czasów współczesnych. Kolekcja, powstała drogą zakupów i donacji, jest ceniona zarówno w Stanach Zjednoczonych jak i za granicą z powodu wysokiej jakości eksponatów i ich wyjątkowości.

### Tekstylia i sztuka islamu

#### Tekstylia
Kolekcja tekstyliów (Textiles) obejmuje około 4500 wyrobów pochodzących z 62 krajów, wytworzonych na przestrzeni 4000 lat, od 2000 r. p.n.e. do dziś. Główny akcent towarzyszący kolekcji spoczywa raczej na jakości artystycznej zbiorów niż na ich wszechstronności. Główne obszary pochodzenia eksponatów to kraje muzułmańskie (Egipt, Iran, Irak, Hiszpania, Turcja), średniowieczne Chiny, Azja Środkowa, Włochy i południowe wybrzeża Peru.

#### Sztuka islamu
Na kolekcję sztukę islamu (Islamic Art) składa się 178 dzieł, pochodzących w większości z Iranu, Iraku, Egiptu, Syrii i Turcji, powstałych pomiędzy VIII a XVII wiekiem i obejmujących ceramikę, metaloplastykę, wyroby ze szkła oraz prace wykonane na pergaminie i na papierze. Ozdobą kolekcji jest malarstwo miniaturowe.